# Der Schrei
Der Schrei (norwegisch Skrik, deutsch ursprünglich auch Geschrei oder Das Geschrei) ist der Titel von vier Gemälden und einer Lithografie des norwegischen Malers Edvard Munch mit weitgehend identischem Motiv, die zwischen 1893 und 1910 entstanden sind. Sie zeigen eine menschliche Figur unter einem roten Himmel, die ihre Hände gegen die Ohren presst, während sie Mund und Augen angstvoll aufreißt. Munch verarbeitete in dem Motiv eine eigene Angstattacke während eines abendlichen Spaziergangs, bei der er einen Schrei zu vernehmen meinte, der durch die Natur ging.
Der Schrei ist das bekannteste Bildmotiv des norwegischen Malers und Teil seines so genannten Lebensfrieses. Es zeigt beispielhaft, wie Munch in seinen Werken die äußere Natur zum Spiegel seines inneren Erlebens machte, und wird von einigen Stimmen als Beginn der Stilrichtung des Expressionismus gewertet.

## Versionen
Es sind heute vier Variationen des Schreis in Gemäldeform bekannt, siehe auch die Liste der Gemälde von Edvard Munch (Nr. 332, 333, 372 und 896 im Catalogue raisonné von Gerd Woll). Die Hauptversion des Bildes entstand im Jahr 1893 und wurde 1910 von dem Kunstsammler Olaf Schou der norwegischen Nationalgalerie gespendet. Auf ihrer Rückseite befindet sich eine nicht vollständig ausgeführte erste Fassung des Motivs. Die Temperaversion von 1910 und die Pastellversion von 1893 werden im Munch-Museum Oslo aufbewahrt. Eine weitere wahrscheinlich von Arthur von Franquet 1895 in Auftrag gegebene Pastellversion befindet sich in amerikanischem Privatbesitz.

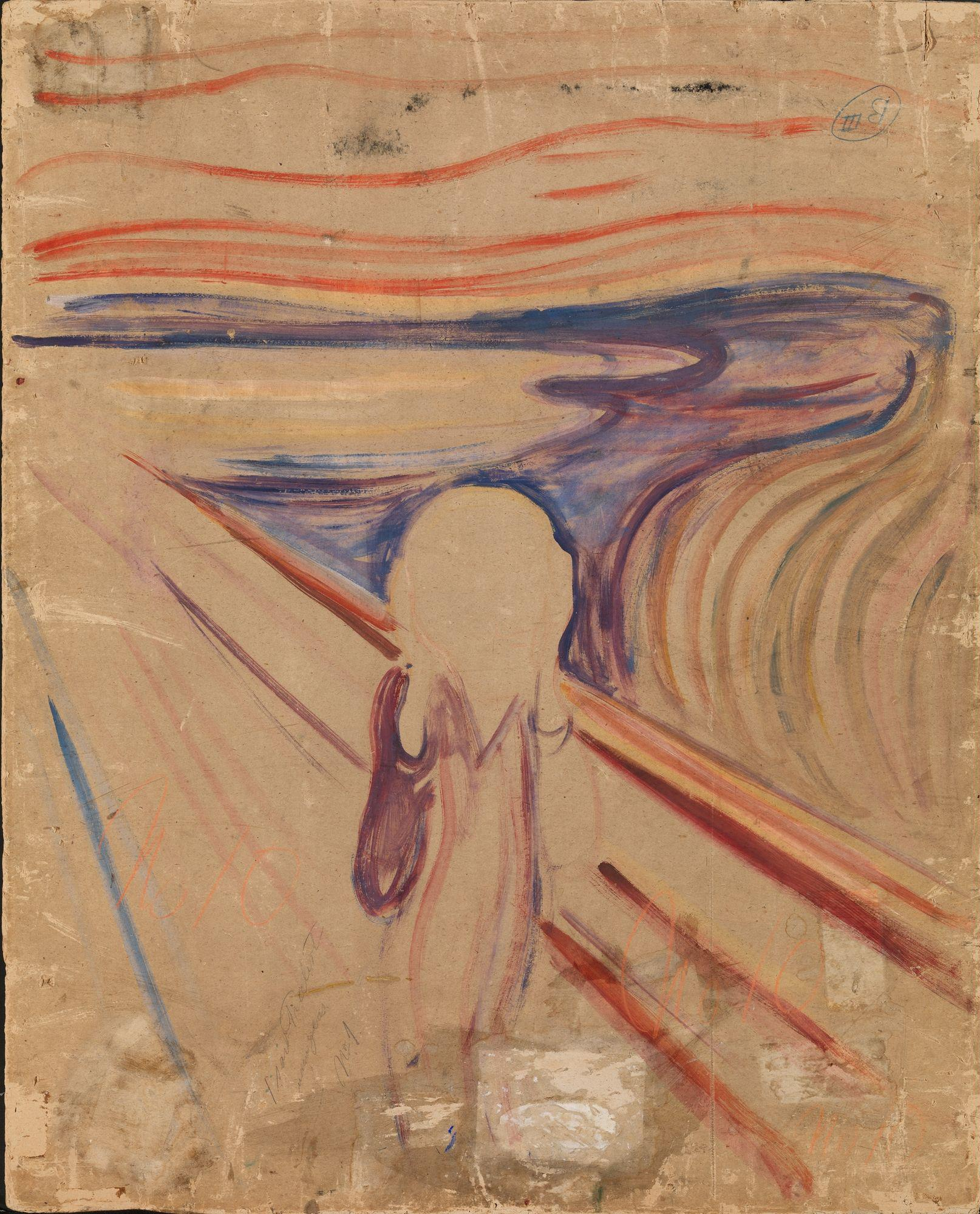
Skizze zu Der Schrei (1893, Rückseite), Tempera auf Pappe, 91 × 73,5 cm, Norwegische Nationalgalerie
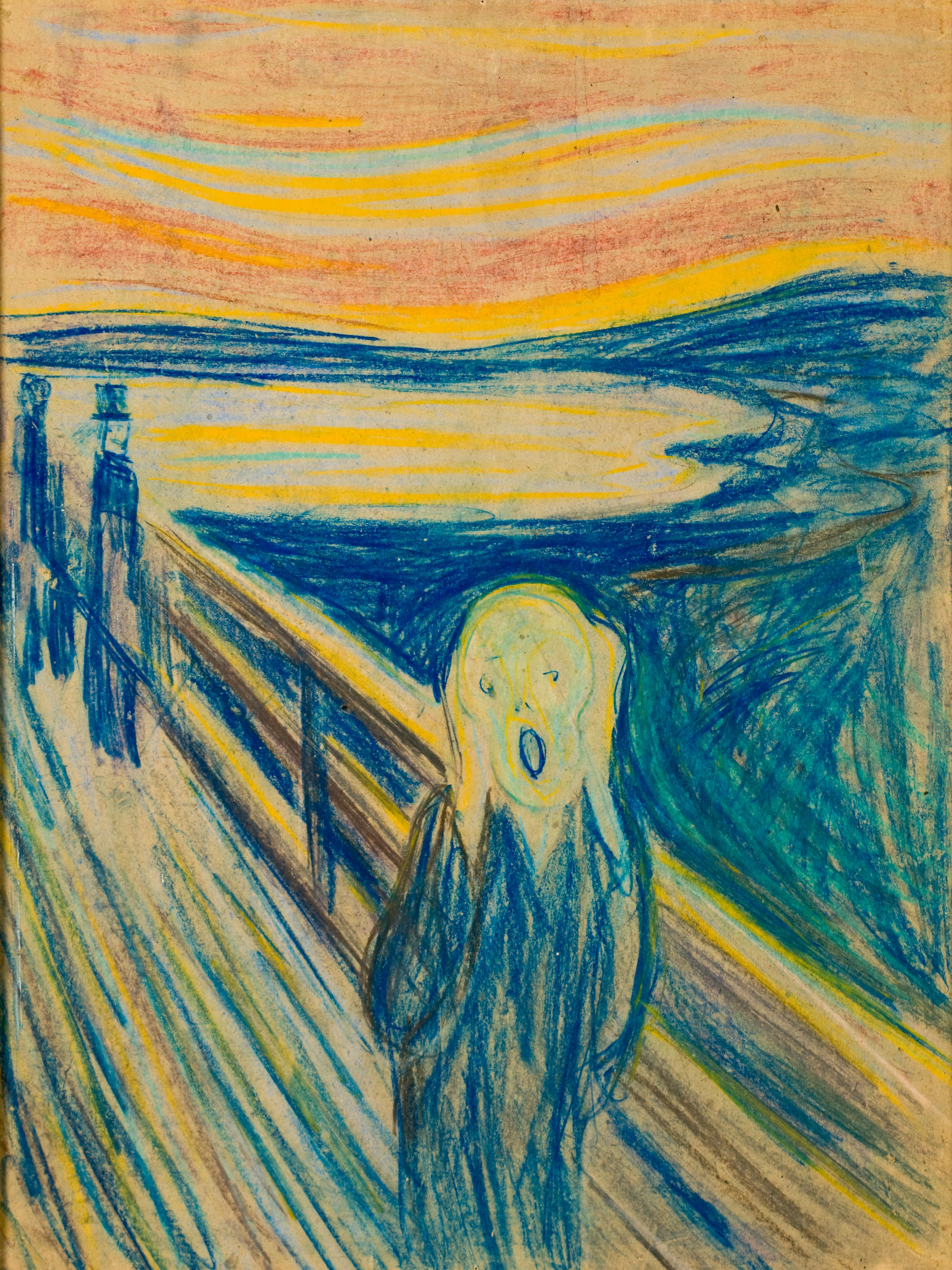
Der Schrei (1893), Pastell auf Pappe, 74 × 56 cm, Munch-Museum Oslo
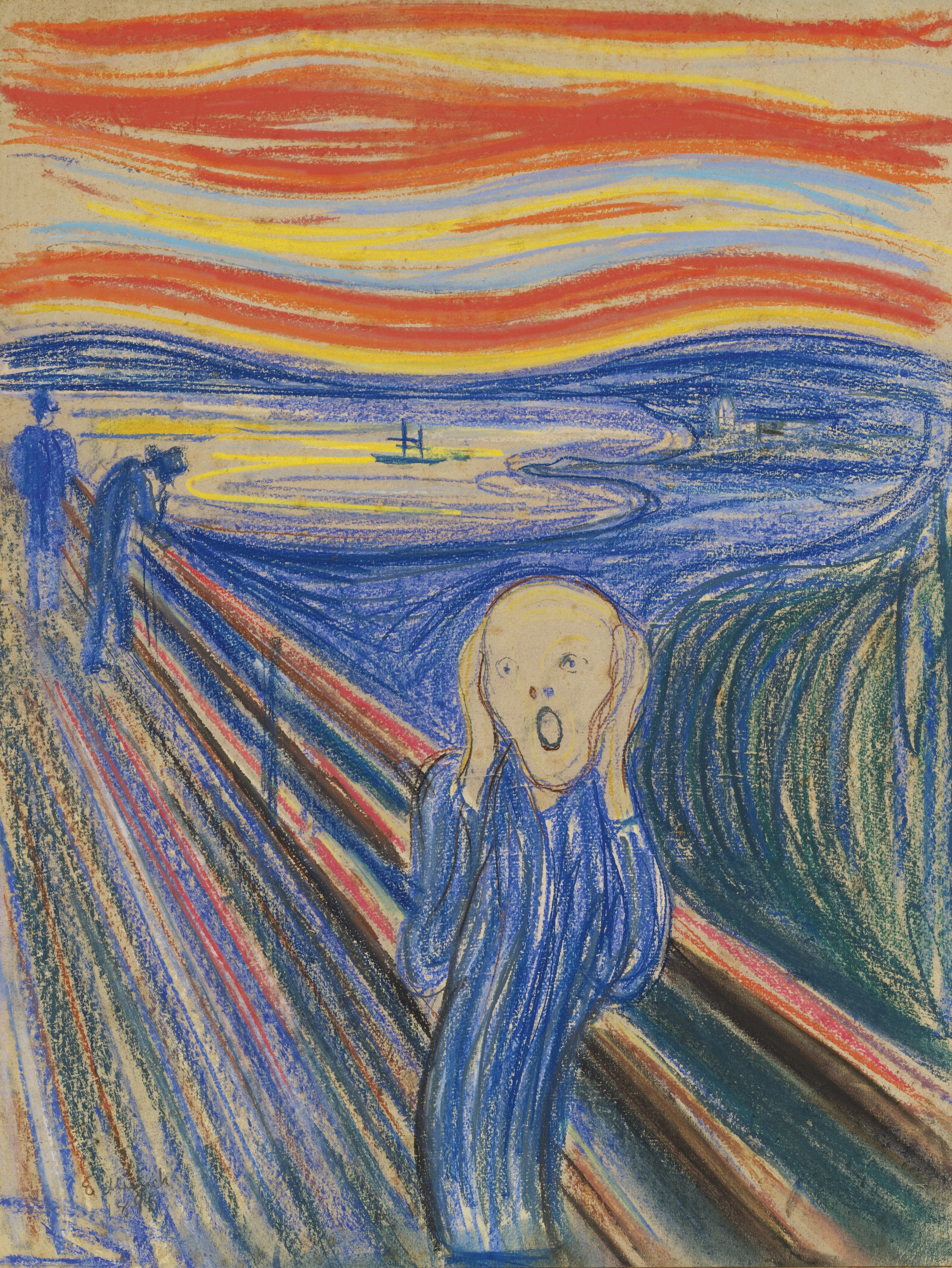
Der Schrei (1895), Pastell auf Pappe, 79 × 59 cm, Privatbesitz

Die Lithografie aus dem Jahr 1895 wird im Catalogue raisonné von Gerd Woll auf Deutsch Das Geschrei benannt, siehe auch die Liste der Druckgrafik von Edvard Munch (Nr. 38). Es gibt drei unterschiedliche Versionen, die sich im Text unterhalb des Druckes unterscheiden (auf Deutsch: Geschrei und Ich fühlte das grosze Geschrei durch die Natur). Die Staatsgalerie Stuttgart und die Hamburger Kunsthalle besitzen Abzüge der Lithografie. Eine undatierte Federzeichnung mit einem Ausschnitt des Motivs befindet sich in der Sammlung Rasmus Meyer im Kunstmuseum Bergen. Das Munch Museum in Oslo besitzt zudem eine Federzeichnung.

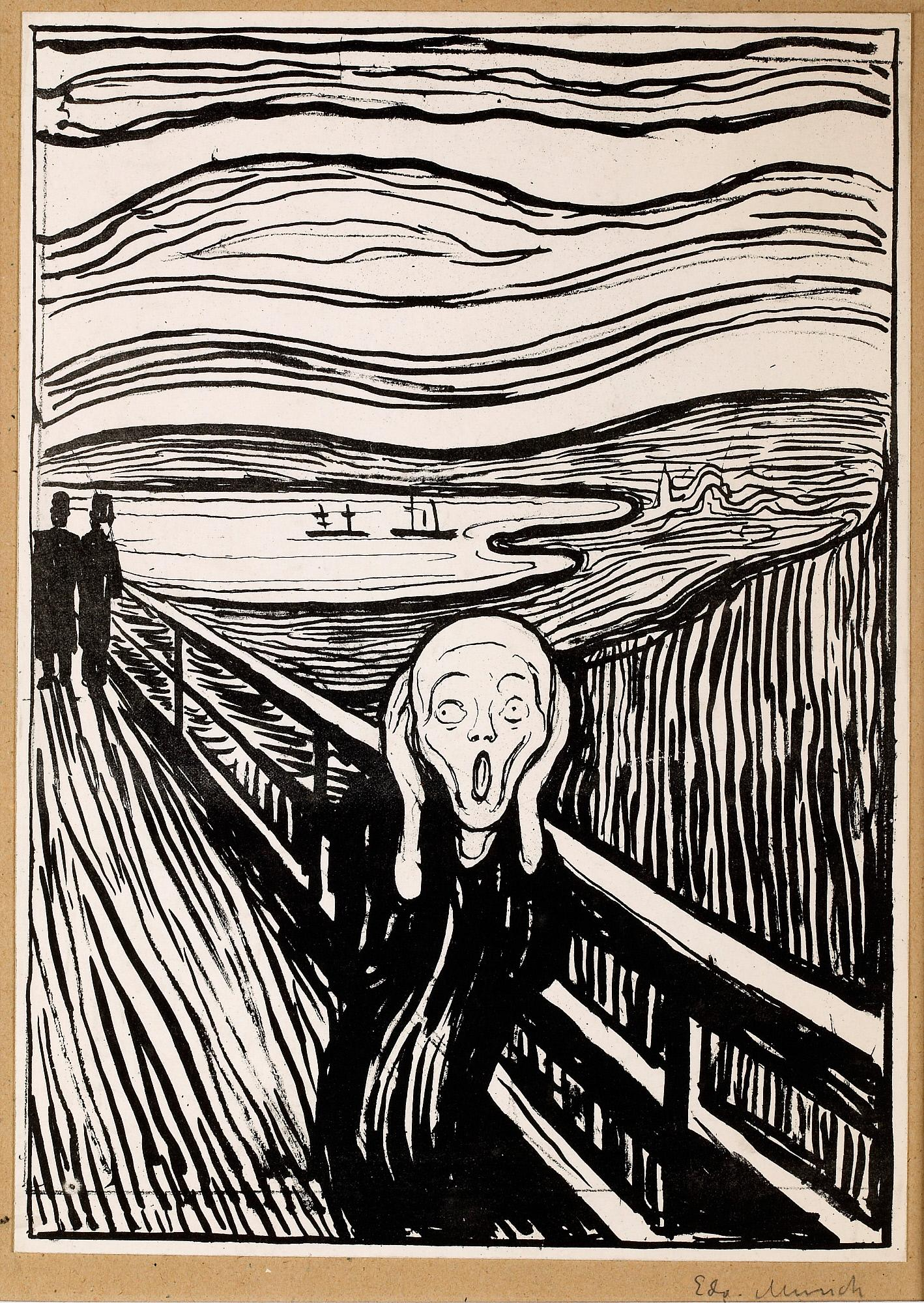
Das Geschrei (1895), Lithografie, 36 × 26 cm, Munch-Museum Oslo
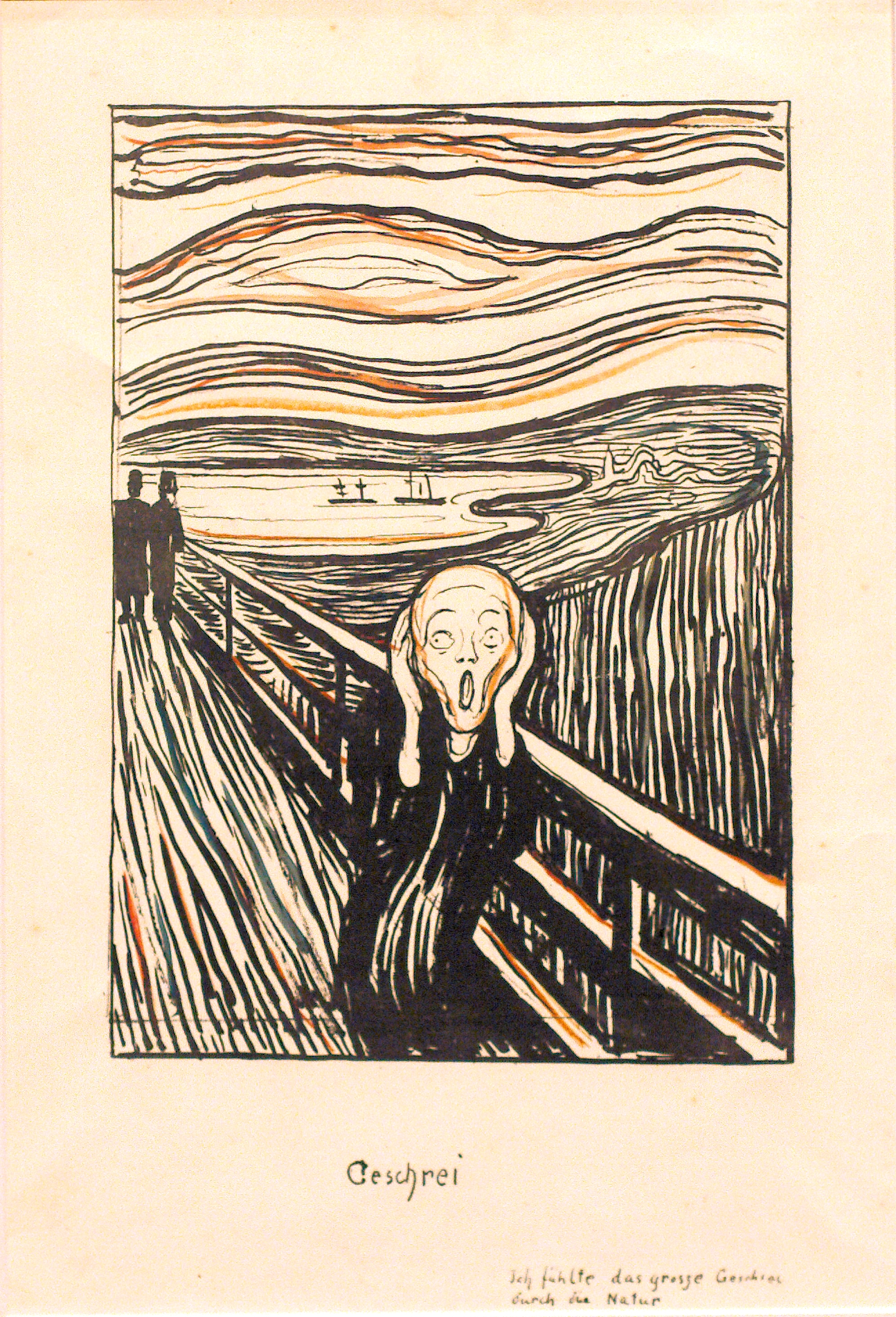
Das Geschrei (1895), handkolorierte Lithografie, ca. 35,5 × 25 cm, Sammlung Gundersen, Oslo
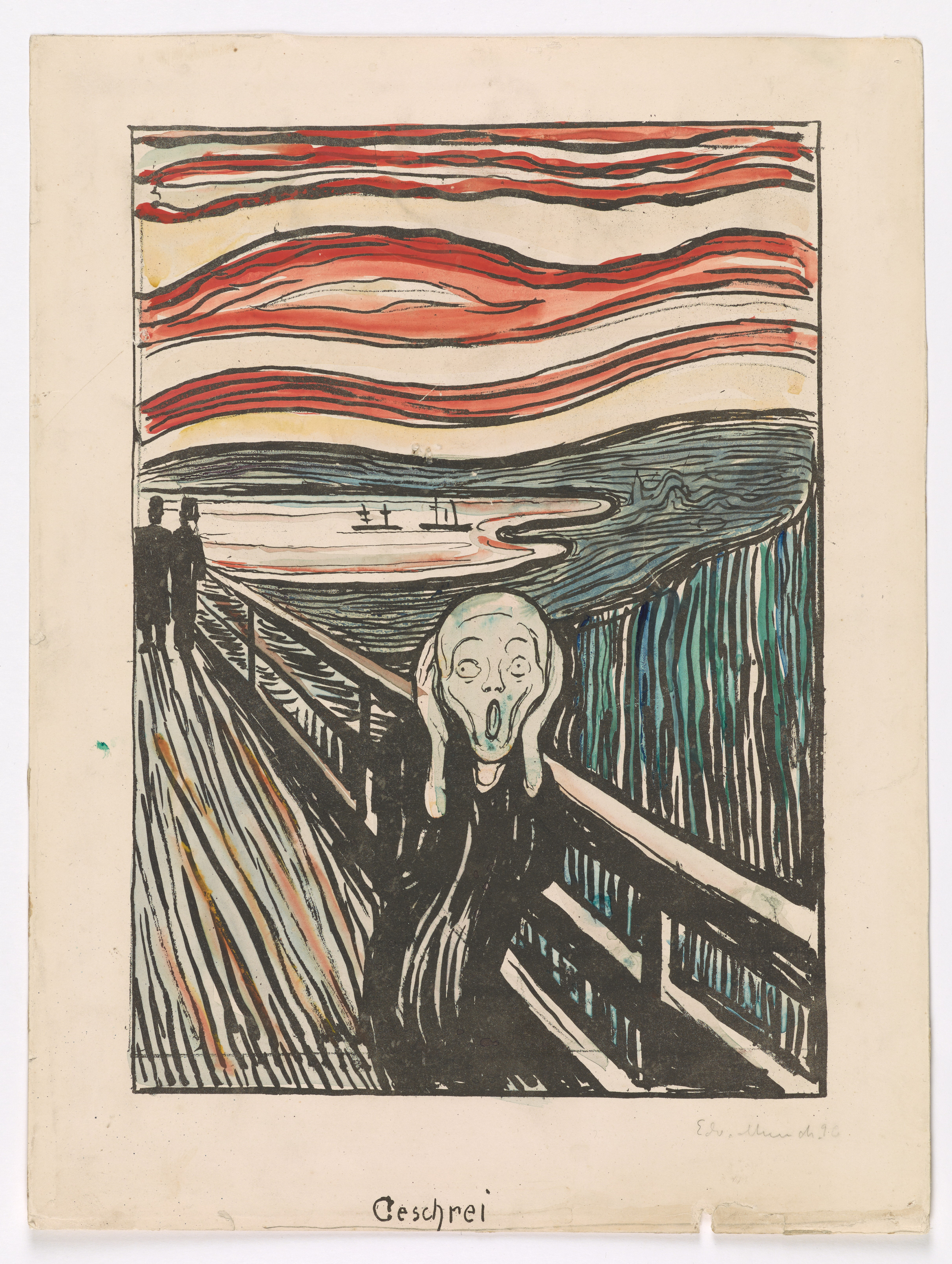
Das Geschrei (1895), handkolorierte Lithografie, 35,4 × 25 cm, Munch-Museum Oslo
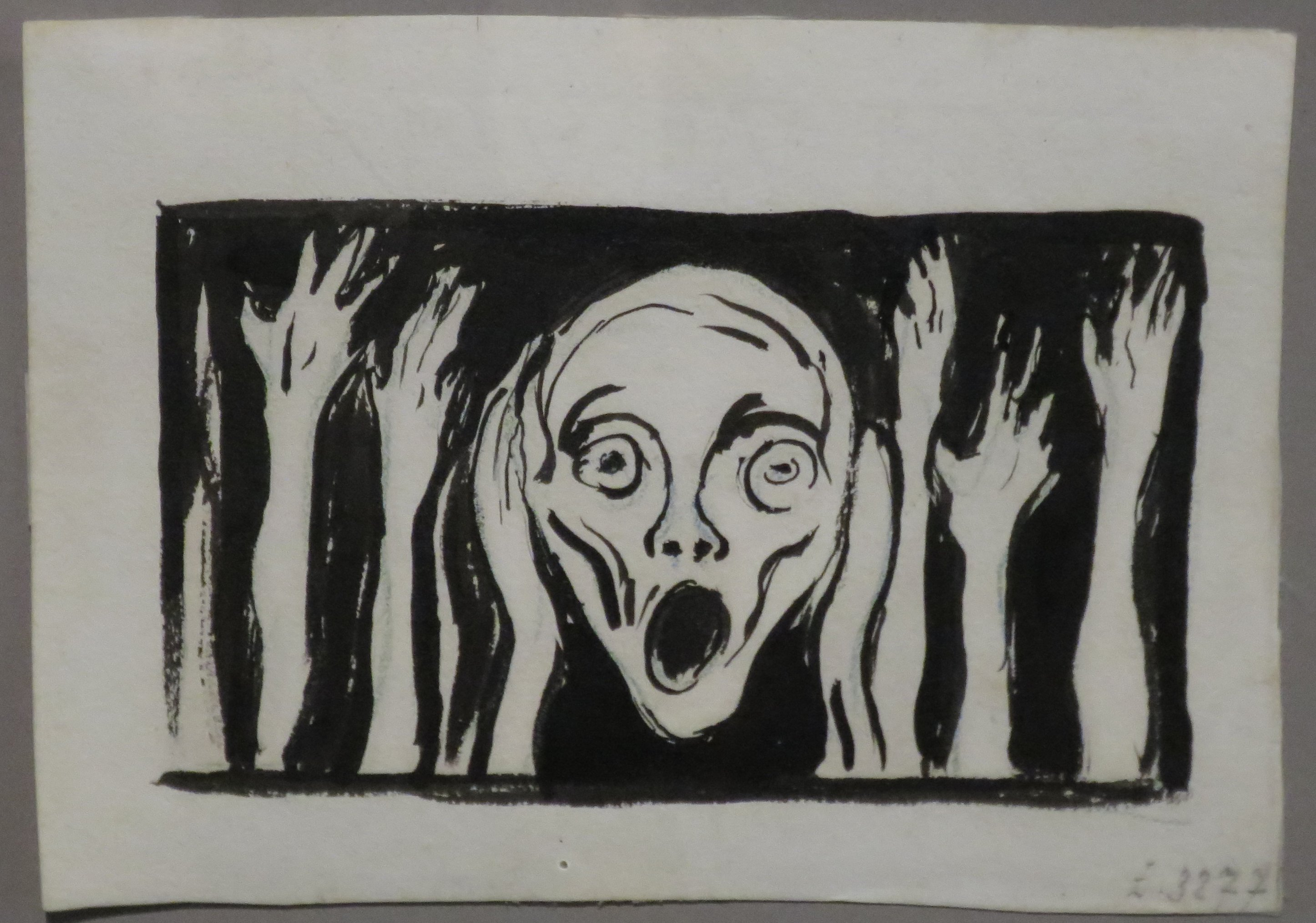
Der Schrei (undatiert), Federzeichnung, Kunstmuseum Bergen

Obwohl Munch das Motiv mehrfach auf Deutsch als Geschrei bzw. Das Geschrei bezeichnete (auf der Lithografie, auf der Rückseite des Pastells von 1895 und in diversen Briefen), hat sich Der Schrei als Bildtitel durchgesetzt. Dies führt etwa Sigbjørn Obstfelder darauf zurück, dass die deutsche Übersetzung die einsilbige Kürze des norwegischen Titels Skrik nachahmte. Zudem lässt die Bezeichnung des Bildes als Schrei die Interpretation zu, nach der die Vordergrundfigur ihre existenziellen Ängste herausschreit, die dem Zeitgeist des 20. Jahrhunderts entsprach. Dass diese Interpretation nicht Munchs Intention entsprach, betonte Poul Erik Tøjner: „Suchst Du nach einer endgültigen Antwort auf die Frage, wer im Skrik schreit, so ist des Urhebers eigene Übersetzung eindeutig. Das Rufen kommt von der Natur, nicht von der Vordergrundfigur.“

## Bildbeschreibung
Im Vordergrund der Bilder ist eine einzelne Person dem Betrachter frontal zugewandt. Sie hat die Hände gegen die Ohren gepresst, ihre Augen und ihr Mund sind weit aufgerissen, wodurch laut Reinhold Heller „ein extremer Schockzustand“ ausgedrückt wird.  Für Atle Næss ist das langgezogene Oval des Mundes ein „formelhaftes Symbol“ für die „deformierende Kraft der Angst“. Matthias Arnold beschreibt ein „geschlechtsloses, gespensterhaftes, fötusartiges Menschenwesen“ mit „Totenkopfgesicht“. Die ruhige Haltung zweier weiterer Figuren am linken Bildrand steht im Gegensatz zur Erregung der Figur im Vordergrund. Alle drei befinden sich auf einem Weg, dessen Geländer das Bild diagonal durchschneidet und eine starke perspektivische Schräge erzeugt. Einen Kontrast dazu bilden die rhythmischen, wellenförmigen Linien der Landschaft, die laut Arne Eggum und Guido Magnaguagno „einen unauslotbaren Abgrund öffnen“. Der blutrote Himmel, der ebenfalls mit gelben und fahlblauen Linien durchsetzt ist, schließt das Bild nach oben hin ab. Ein roter Streifen an der rechten Seite der Fassung von 1893 wirkt laut Hans Dieter Huber wie ein „räumliches Repoussoir“, das die Tiefenwirkung noch verstärkt.
Die gewölbten Linien des Himmels finden sich in der Kontur der Figur im Vordergrund wieder. Ihre bräunlich-blaugrüne Tönung greift die Farben der Landschaft auf. „Vom formalen und farblichen Grundcharakter her“ gibt es für Reinhold Heller „keine Unterscheidung zwischen Landschaft, Himmel und Figur“. Alles scheint zu einer Einheit zu verschmelzen, würde nicht die Diagonale des Weges das Bild aufspalten und einen „schizophrenen, unüberwindbaren Bruch zwischen dem forcierten Tiefensog und dem der Fläche verhafteten Ganzen von Figur, Landschaft und Himmel“ erzeugen. Diese Spannung zwischen Tiefe und Fläche wird noch verstärkt durch den mit schnellem Pinselstrich gearbeiteten „kruden“ Farbauftrag ohne die zarten farblichen Übergänge von Munchs früheren Arbeiten.
Im Pastell aus dem Jahr 1893 (wie alle Fassungen des Motivs auf Graupappe entstanden) sticht der Fjord für Hans Dieter Huber „wie ein Walfisch“ in die Landschaft. Um den Kopf des „Homunkulus“ im Vordergrund legt sich grünliche Farbe „wie eine Schlange“. Der Himmel besteht aus „weiblich-ovalen, sich öffnenden und schließenden“ Formen. Violett und Dunkelblau sind die Farben, mit denen Munch einen passiv-melancholischen Mann charakterisiert, Gelb, Orange und Rot hingegen jene der aktiven und bedrohlichen Frau. Die Farben des Himmels haben in der frühen Pastellversion jedoch noch nicht die Leuchtkraft der späteren Fassungen. Sie wirken für Huber wie „abgesoffen“ oder in Wasser getaucht.
Die Landschaft der anschließenden Fassung aus Ölfarbe, Tempera und Pastell von 1893 malte Munch ohne Vorzeichnung mit stark verdünnter Farbe, die verwaschene, schmutzig transparente Flächen erzeugte. Anschließend gestaltete er mit einer pastosen Farbschicht einzelne Linien und Wellen. Im Unterschied zur früheren Pastellversion trug er den Himmel in deckenden gelb-orangen Farbtönen auf, die einen viel stärkeren Kontrast zu den Blauviolett- und Blaugrüntönen bilden. Mit heller blaulila Pastellkreide setzte er Konturen und Schlaglichter und umrahmte mit einem Gewirr von Strichen den Kopf der Figur. Der Himmel wurde durch eine orangerote Kreide etwas aufgehellt. Links oben in den Himmel hinein schrieb Munch mit Bleistift die Worte: „kan kun være malet af en gal mand“ („kann nur von einem verrückten Mann gemalt worden sein“).
Das Pastell aus dem Jahr 1895 ist noch farbintensiver als die Tempera-Versionen. Reinhold Heller beschrieb: „[Es] … explodiert und pulsiert mit intensiver Farbe, mit scharfen Rots, giftigen Gelbs, schmetternden Orangs, sengenden Blaus und düsterem Grün.“ Dadurch schreie es „lauter, hartnäckiger, intensiver, greller“.
In der Schwarz-Weiß-Lithografie von 1895 tritt die Linienführung an die Stelle der Farbeffekte. Die Biegung der schwankenden Figur im Vordergrund ist hier noch stärker ausgeprägt. Die senkrechten Linien im Hintergrund und die Wellenlinien im Himmel wirken für Anni Carlsson „wie Schallwellen, in denen der Schrei sich fortpflanzt“. Damit verkehrt sich für sie auch die Aussage des Bildes und der Mensch wird nicht länger Stimmungsträger der Natur, sondern die Natur Stimmungsträger des Menschen.
Die letzte Version des Motivs aus dem Jahr 1910 ist mit sehr dünner Ölfarbe gemalt, die mit Terpentinöl vermischt wurde. Reinhold Heller sieht sie weniger kontrolliert und intensiv in der Interaktion zwischen Figur und Landschaft als das Gemälde von 1893. Poul Erik Tøjner und Bjarne Riiser Gundersen beschreiben: „Diszipliniert verfügt Munch über seine Mittel […] und eine schlafwandlerische Sicherheit prägt die Verwaltung des Motivs.“ Für Gerd Presler windet sich das Geschrei „in weiten Wellen durch Landschaft und Figur […] Alles ist schwingender Ton.“

## Entstehungsgeschichte

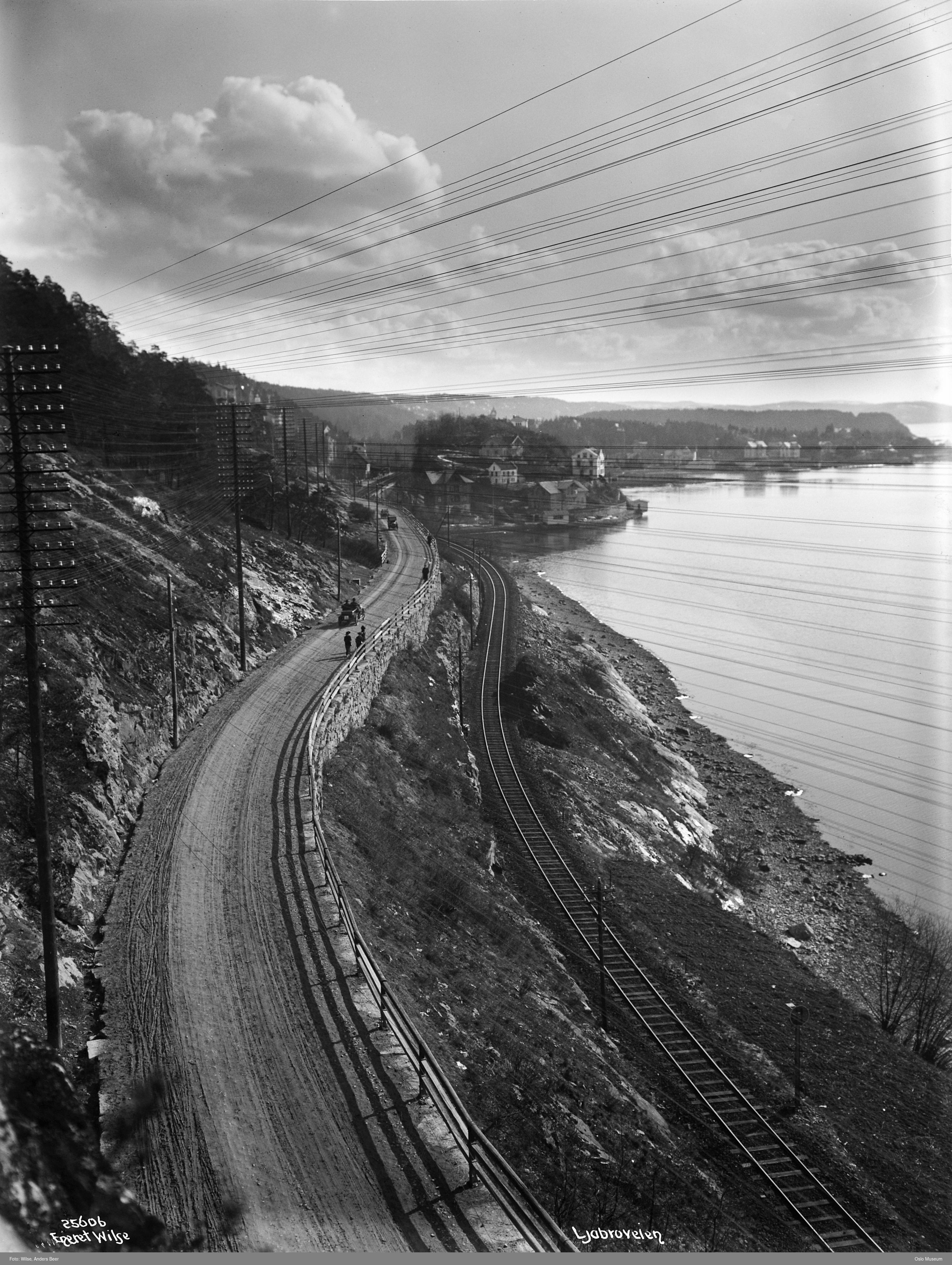
Straße Ljabroveien ca. 1910, Fotografie von Anders Beer Wilse

Wie bei vielen seiner zentralen Werke stand auch am Beginn des Schreis ein literarischer Entwurf Munchs. In seinem Violetten Tagebuch findet sich unter dem Datum „Nizza, 22.1.1892“ der Eintrag:

„Ich ging den Weg entlang mit zwei Freunden – die Sonne ging unter – der Himmel wurde plötzlich blutig rot – Ich fühlte einen Hauch von Wehmut – Ich stand, lehnte mich an den Zaun Todmüde – Ich sah hinüber […] die flammenden Wolken wie Blut und Schwert – den blauschwarzen Fjord und die Stadt – Meine Freunde gingen weiter – ich stand da zitternd vor Angst – und ich fühlte etwas wie einen großen, unendlichen Schrei durch die Natur.“

Zahlreiche Streichungen und Korrekturen zeigen, dass Munch um die Formulierungen des Textes rang. Mehr als zehn weitere Niederschriften des Prosagedichts in unterschiedlichen Fassungen wurden in seinem Nachlass gefunden. An anderer Stelle führte er weiter aus:

„Ich fühlte einen lauten Schrei – und ich hörte wirklich einen lauten Schrei… Die Luftschwingungen brachten nicht nur mein Auge in Schwingungen, sondern auch mein Ohr – denn ich hörte wirklich einen Schrei. Da malte ich das Bild Der Schrei.“

Munchs Tagebucheintrag verweist auf ein Erlebnis des Malers während seines Sommeraufenthalts in Norwegen. Munch ging auf der Straße Ljabroveien, die an der Ostküste des Oslofjords von Oslo nach Nordstrand führte, als er laut Hans Dieter Huber „offenbar einen Moment persönlicher Verzweiflung durchlitt“. Im Text machte er die Natur zu einer Art Resonanzraum für seine persönlichen Empfindungen: Der blauschwarze Fjord steht für seine Geheimnisse, der blutrote Himmel für den empfundenen Schmerz. Eine erste Skizze des Motivs findet sich bereits im Skizzenbuch 1889/90. Die erste abgeschlossene Umsetzung ist das Ölgemälde Verzweiflung, das im Frühjahr 1892 in Nizza entstand. Die Verwandlung hin zum Schrei lässt sich über Skizzen nachvollziehen, in denen die Vordergrundfigur immer wieder verändert wurde, bis sie schließlich den Blick aus dem Gemälde heraus richtete. Dem ersten Pastell fehlte noch die Leuchtkraft der Farben. Vermutlich wegen kompositorischer Probleme verwarf Munch einen ersten Entwurf mit Ölfarbe, drehte die Pappe um und malte auf der Rückseite mit Öl, Tempera und Pastell jenes Bild, das heute als Hauptversion des Motivs gilt. Munch beendete das Gemälde Ende 1893. An keinem anderen Bild außer Das kranke Kind hatte er zuvor so lange gearbeitet.

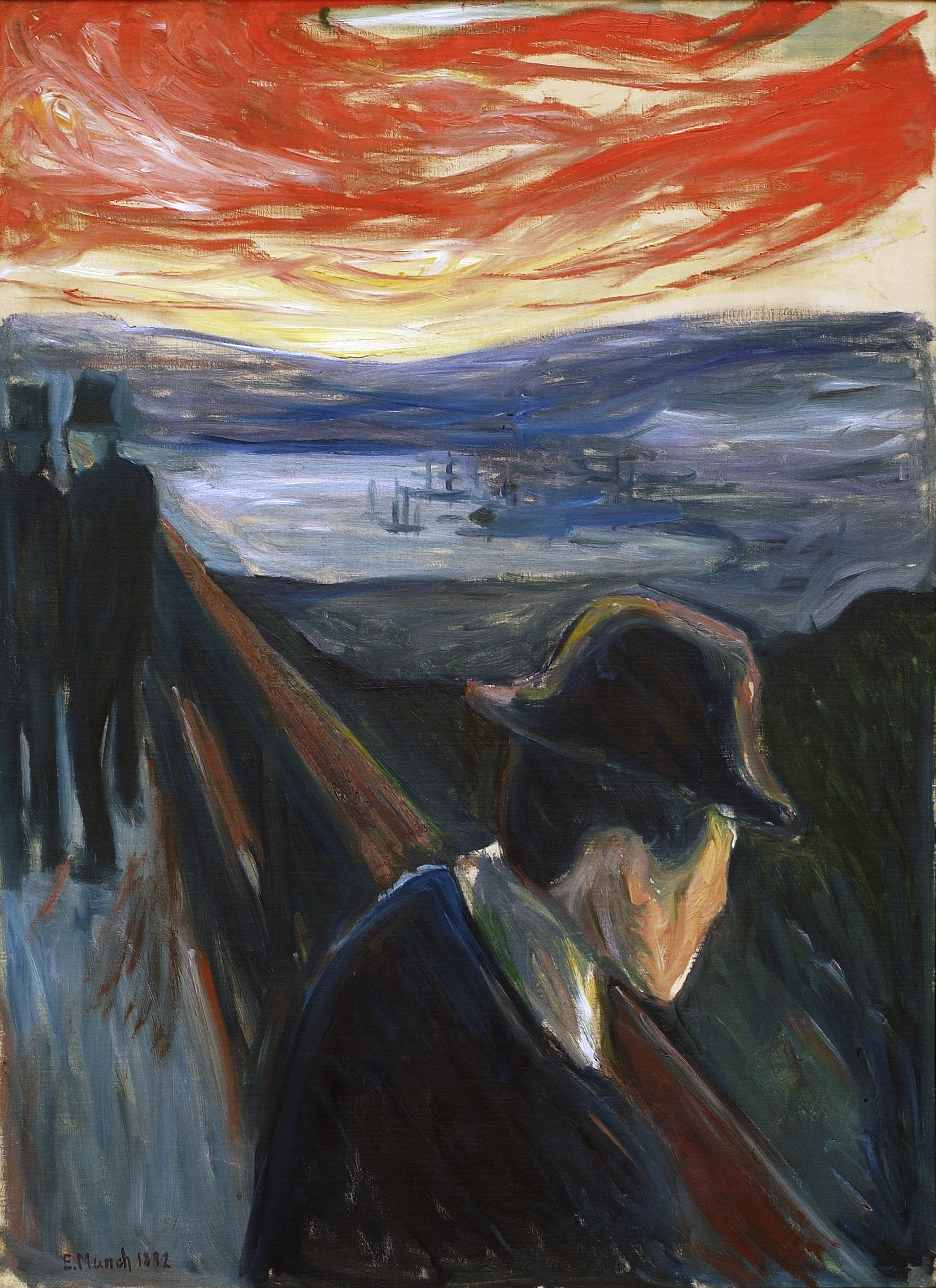
Verzweiflung (1892), Öl auf Leinwand, 92 × 67 cm, Thielska galleriet, Stockholm
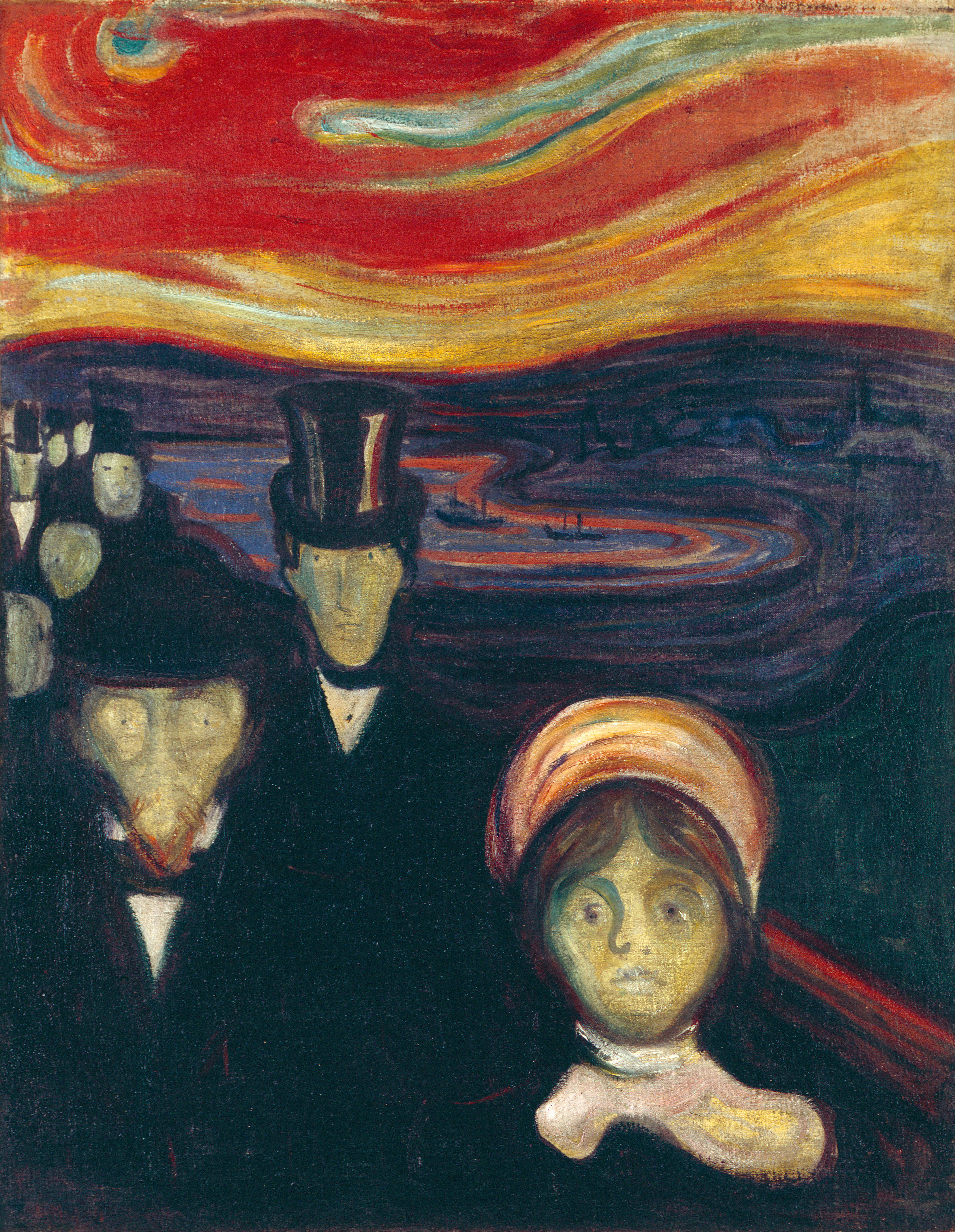
Angst (1894), Öl auf Leinwand, 94 × 74 cm, Munch-Museum Oslo
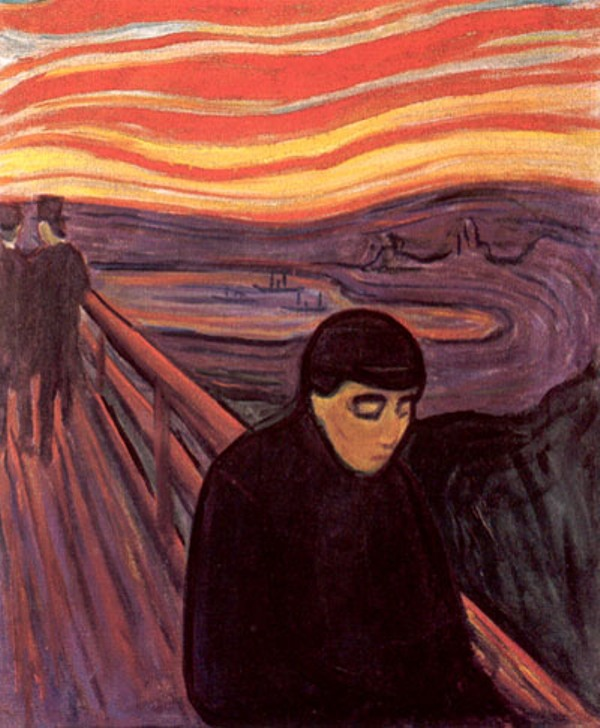
Verzweiflung (1894), Öl auf Leinwand, 92 × 72,5 cm, Munch-Museum Oslo
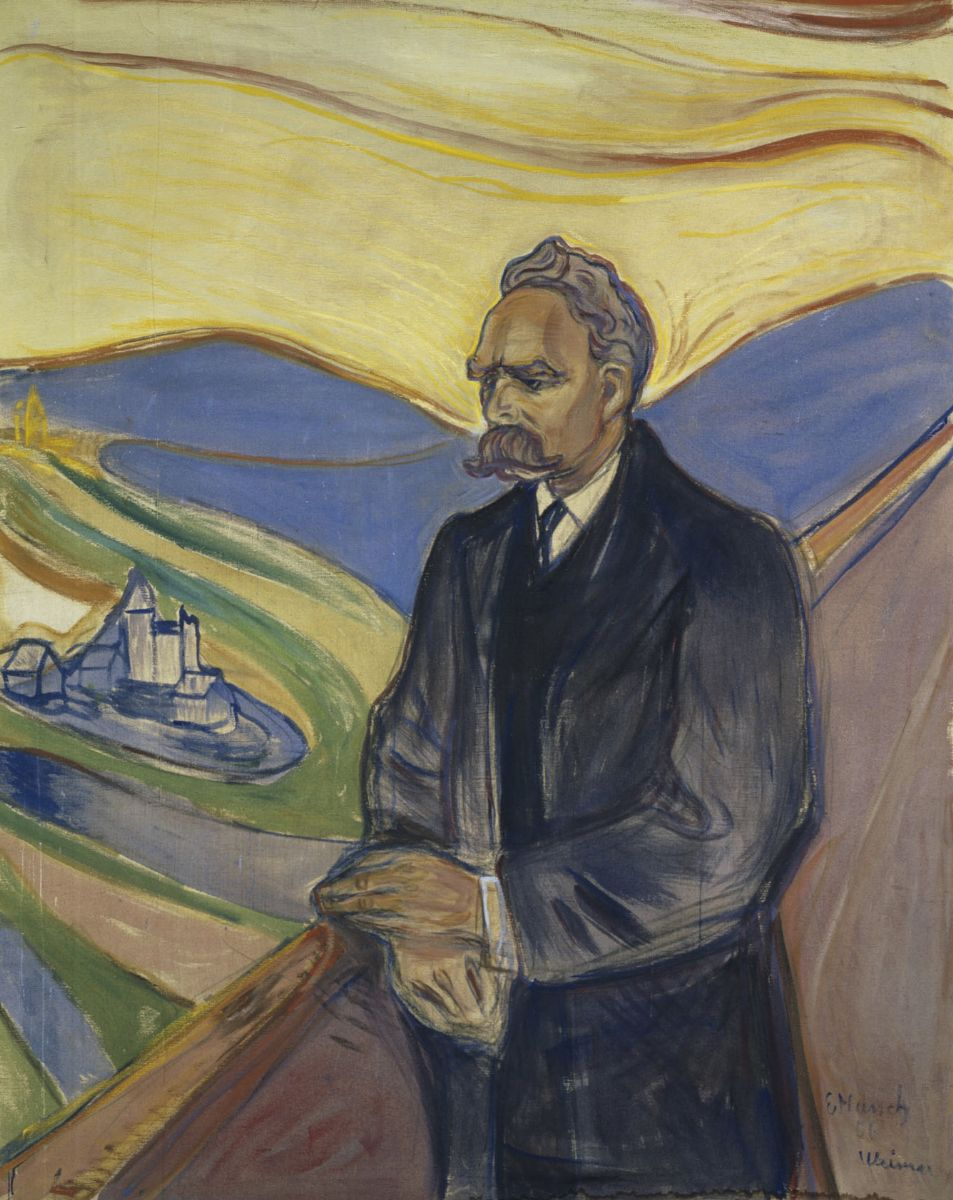
Friedrich Nietzsche (1906), Öl auf Leinwand, 201 × 160 cm, Thielska galleriet, Stockholm

Die Bedeutung, die Der Schrei für den norwegischen Maler besaß, lässt sich daran ablesen, dass er 1894 zwei seiner früheren Gemälde, Melancholie und Abend auf der Karl Johans gate, mit der Umgebung und dem roten Himmel des Schreis verband. In Angst tritt dem Betrachter eine anonyme Masse von Menschen, die wie bei einer Beerdigung schwarz gekleidet sind, mit aufgerissenen Augen entgegen. Heller sieht in ihnen der Natur entfremdete Stadtbewohner und hält die Komposition, die Munch später auch in einer Lithografie und einem Holzschnitt verarbeitete, für wesentlich gelungener als die Versetzung der Jappe-Nilssen-Figur vom Strand aus Melancholie auf die Brücke des Schreis, der die Intensität beider Vorgänger fehle. Der Schrei gehörte 1895 auch zu den ersten Arbeiten, die Munch, der erst spät die Druckgrafik für sich entdeckte, als Lithografie umsetzte. Danach schloss der Maler abgesehen von einzelnen Kolorierungen der Drucke mit dem Motiv ab. Erst 1910 (um die Datierung des Bildes wurde lange gestritten) kehrte er im Zusammenhang mit dem Verkauf der ersten Tempera-Version an die Nationalgalerie noch einmal zu dem Bild zurück und malte sich eine Kopie für den eigenen Bedarf, wie er es mit vielen seiner Hauptwerke tat. Als eine Art Antithese zum Schrei kann das 1906 entstandene Porträt von Friedrich Nietzsche gewertet werden, in dem der Philosoph als Identifikationsfigur für den Maler aufrecht und ruhig in die Landschaft blickt – ein Selbstporträt Munchs, wie er zu sein wünschte, im Unterschied zum wahrhaften Bildnis seines Seelenlebens im Schrei.

## Interpretation

### Landschaft als Spiegel der Seele
Reinhold Heller überrascht es nicht, dass Munch die Vision, die zum Bild Der Schrei führte, nicht in Südfrankreich oder Berlin hatte, wo er sich zu Beginn der 1890er Jahre lange aufhielt, sondern in der Landschaft seiner Jugend, den Fjorden um Kristiania, dem heutigen Oslo. Diese Landschaft war für Munch so sehr mit Spiritualität und seinem seelischen Erleben aufgeladen, dass Munch nur hier den Schrei der Natur spüren konnte. Munchs künstlerische Ausbildung war vom in Skandinavien vorherrschenden Naturalismus geprägt, der eine getreue Abbildung der Realität verlangte. In der bildnerischen Umsetzung seiner Vision sah er sich nun vor die Entscheidung gestellt, den allgemeinen visuellen Eindruck des Sonnenuntergangs an jenem Tage wiederzugeben oder seine ganz persönliche Vision davon. Er entschied sich, seiner Vision treu zu bleiben. Der Himmel und die Landschaft seines Gemäldes haben zwar ihren Ursprung in realen meteorologischen und topographischen Gegebenheiten, sie werden jedoch in den Spiegel seines persönlichen Gefühlslebens verwandelt. Die objektive Realität liegt für Munch in seinem Empfinden, und die Außenwelt wird zum Ausdruck seines Gefühlszustands. Matthias Arnold formuliert: „Die Umwelt ist hier Spiegel des Psychischen, die äußere Landschaft drückt die innere Landschaft aus.“
Diesen Ausdruck seines inneren Erlebnisses zu finden, war für den Maler ein langwieriger Prozess. Der Vorläufer des Schreis, das Gemälde Verzweiflung von 1892, das ursprünglich als Stimmung bei Sonnenuntergang ausgestellt wurde, ist noch mit einem leichten, impressionistischen Pinselstrich gearbeitet und zeigt eine neo-romantische Szenerie mit einem melancholischen Grübler. Erst in der Veränderung dieser Figur, der Auflösung ihrer menschlichen Anatomie und ihrer Hinwendung von der Natur an den Betrachter veränderte Munch die Stimmung seines Bildes, nahm ihr die Aura von Traurigkeit und Weltschmerz und verwandelte sie zur Inkarnation des Schreis. August Strindberg beschrieb diesen Schrei als einen „Schrei des Entsetzens vor der Natur, die vor Zorn errötet und sich anschickt, durch Sturm und Donner zu den törichten kleinen Wesen zu sprechen, die sich einbilden Götter zu sein, ohne ihnen zu gleichen.“
Stanisław Przybyszewski schrieb über Munchs Werk: „Seine Landschaft ist das absolute Korrelat zu dem nackten Empfinden; jede Vibration der in höchster Schmerzensekstase bloßgelegten Nerven setzt sich in eine entsprechende Farbenempfindung um. Jeder Schmerz ein blutroter Fleck; jedes langgedehnte Schmerzgeheul ein Gurt blauer, grüner, gelber Flecke; unausgeglichen, brutal neben einander, wie etwa die kochenden Elemente werdender Welten in wilden Gestaltungsbrünsten. […] Alle bisherigen Maler waren Maler der äußeren Welt, jedes Gefühl, das sie darstellen wollten, kleideten sie in irgend einen äußeren Vorgang, jede Stimmung haben sie erst mittelbar aus der äußeren Umgebung entstehen lassen. Die Wirkung war immer mittelbar durch das Mittel der äußeren Erscheinungswelt. […] Mit dieser Tradition hat Munch vollständig gebrochen. Er sucht seelische Erscheinungen unmittelbar mit der Farbe darzustellen. Er malt so, wie nur eine nackte Individualität sehen kann, deren Augen sich von der Welt der Erscheinungen abgewendet und nach Innen gekehrt haben. Seine Landschaften sind in der Seele geschaut, als Bilder vielleicht einer platonischen Anamnese“. Munch selbst brachte dies auf die Formel: „Ich male nicht, was ich sehe – sondern, was ich sah.“

### Liebe, Verlust des Selbst und Psychosen

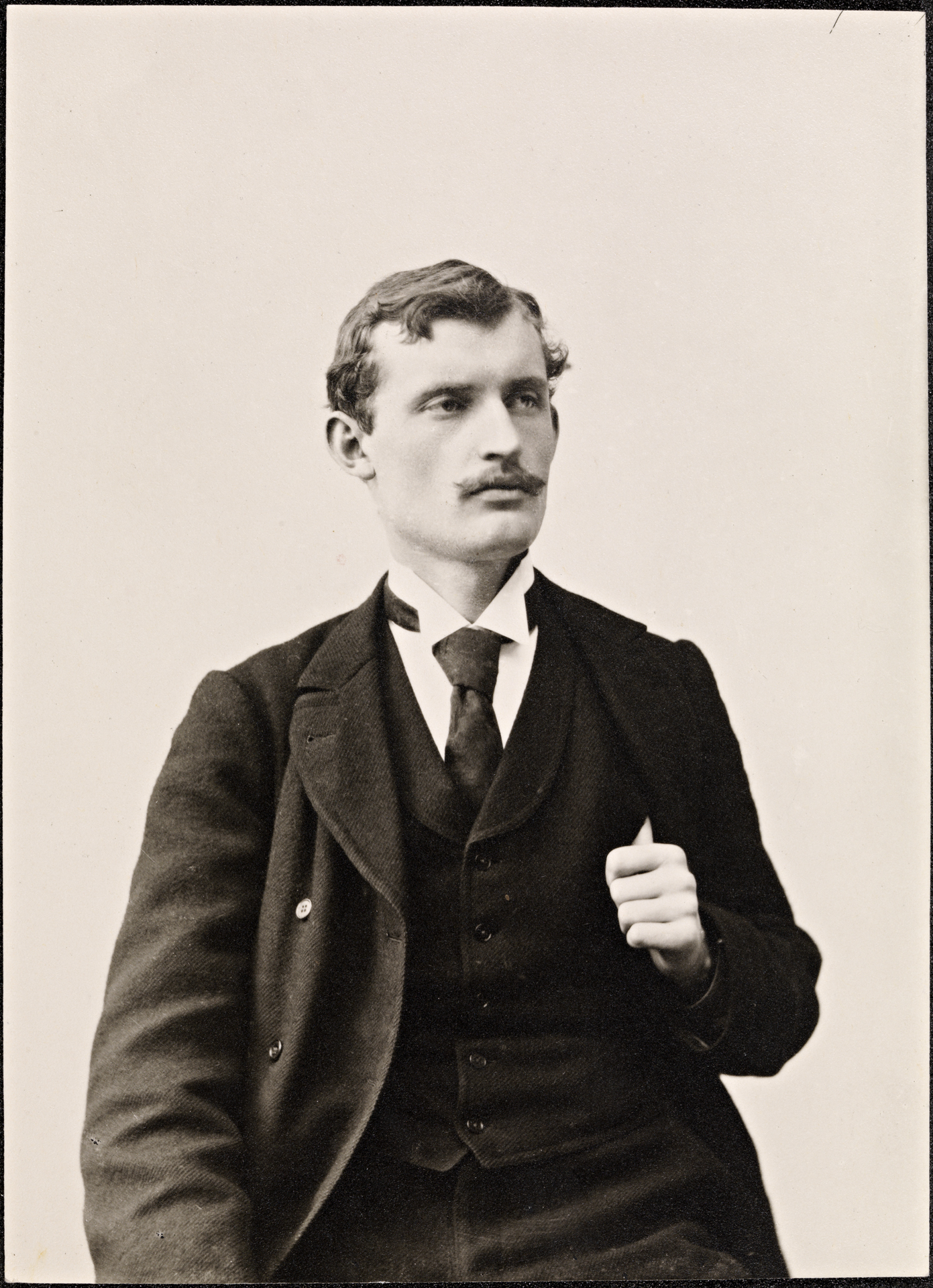
Edvard Munch, ca. 1889

Von Beginn an war Der Schrei ein wichtiger Bestandteil von Munchs Lebensfries, der Zusammenstellung seiner zentralen Werke über die Themen Leben, Liebe und Tod. In seiner ersten Präsentation im Dezember 1893 nannte Munch den Fries noch Studie zu einer Serie „Die Liebe“, und Der Schrei bildete den Abschluss eines Erzählbogens, der sich von der ersten Anziehung der Geschlechter bis zur Angst vor dem Leben spannte. Im Schrei ist es die Landschaft, die für Munch mit der erotischen Kraft der Weiblichkeit aufgeladen ist. Die Linien der Landschaft, ganz besonders in der Lithografie, erinnern Reinhold Heller an weibliches Haar, das Munch häufig als Symbol für die übermächtige, einverleibende Kraft der Weiblichkeit verwendet hat, etwa im Motiv Vampir. So verliert sich auch im Schrei die geschlechtslose, entmannte Figur im Vordergrund in der Landschaft und nimmt mit ihrem gekrümmten Totenkopf und Torso die Kurven der Landschaft in sich auf. Nicht nur die menschliche Gestalt geht ihr verloren, sondern auch ihre Identität. Sie geht auf den Tod zu, für den Munch in seinem Werk schon früh das Symbol der Straße ins Nichts gewählt hatte.
Die Inschrift „kann nur von einem verrückten Mann gemalt worden sein“ im roten Himmel des Bildes verweist auf Munchs eigene Kämpfe gegen die Selbstauflösung. Er litt unter Agoraphobie und wiederkehrenden schizoiden Beinahe-Psychosen, die von übermäßigem Alkoholkonsum hervorgerufen wurden. Seine hohe Empfänglichkeit für sinnliche Reize bis hin zur fast synästhetischen Empfindung des „Schreis in der Natur“, der zum Ausgangspunkt des Gemäldes wurde, bestärkte seine Furcht vor dem Verlust seiner Identität. Die Malerei wurde für Munch eine Art von Therapie, mit der er seine Ängste unter Kontrolle bringen konnte und sein Selbst gegen die Reize der Außenwelt abschirmte. Mehr als jedes andere seiner Werke ist Der Schrei für Reinhold Heller ein Symbol von Munchs Kampf um die Integrität seines Egos. Curt Glaser urteilte: „Munchs Komposition besitzt immer etwas von der Eindringlichkeit einer Zwangsvorstellung, die sich dem Formenbesitz des Beschauers einprägt, wie sie den Künstler selbst durch Jahre und Jahrzehnte verfolgte.“

### Beginn des Expressionismus
Oskar Kokoschka urteilte: „Mit dem Bild Der Schrei wurde der Expressionismus geboren.“ Hilde Zaloscer sieht den Begriff des „Schreis“ als Schlüsselwort der Kunstrichtung und Munchs Gemälde als „Signum einer Epoche“, indem es eine neue Funktion der Kunst und eine völlig neue Kunstsprache signalisierte und den Grundtopos des folgenden Jahrhunderts, die Weltangst festlegte. Im Stile eines „offenen Kunstwerks“ richtet sich die Figur im Schrei direkt an den Betrachter, das Subjekt verschmilzt mit dem Objekt des Schreis und hebt damit die klassische Funktion einer Darstellung im Sinne einer Erzählung in einem festen Raum-Zeit-Gefüge auf: „Hier schreit nicht ein bestimmter Mensch, hier schreit einer-für-alle, seine Existenzangst, seine Lebensangst und nimmt uns in die große Angst hinein.“ Gleichzeitig bleibt Munchs Bild der Aura des Unerklärlichen und Unheimlichen verhaftet, das Bild wird zu einer Metapher der nicht mehr rational erklärbaren Welt der Moderne. In der gestalterischen Umsetzung steckt für Zaloscer ein Grundelement des 20. Jahrhunderts, das „Plötzliche“, das beim Betrachter einen Schock auslöst, sowie eine „Ästhetik des Häßlichen“, mit der Munch mit klassischen Gesetzen wie etwa jenem von Lessing brach, der in Laokoon den Schrei als Motiv der bildenden Kunst ablehnte.
Für Matthias Arnold ist Der Schrei „das expressionistische Bild schlechthin“. Kaum ein späteres Bild dieser Kunstrichtung habe je wieder dessen Mischung aus Spannung, Dynamik und Gefühlstiefe erreicht, kaum haben später Form und Inhalt wieder so stark übereingestimmt. Das Bild sei damit „der Auftakt zum Expressionismus und zugleich bereits die erschöpfende Vorwegnahme seiner hauptsächlichen Intentionen und Möglichkeiten.“ In seinem unruhigen Linienfluss selbst beeinflusst von Vincent van Goghs vier Jahre zuvor entstandener Sternennacht weise Munch über den Expressionismus hinaus bereits auf Arbeiten wie den Schreienden Papst Francis Bacons und den Existentialismus. Der Schrei sei nicht nur Munchs berühmtestes, sondern auch sein ausdrucksstärkstes Werk, dessen Ausdruckskraft er in seinen späteren Arbeiten nicht mehr übertroffen habe.

## Theorien und Untersuchungen

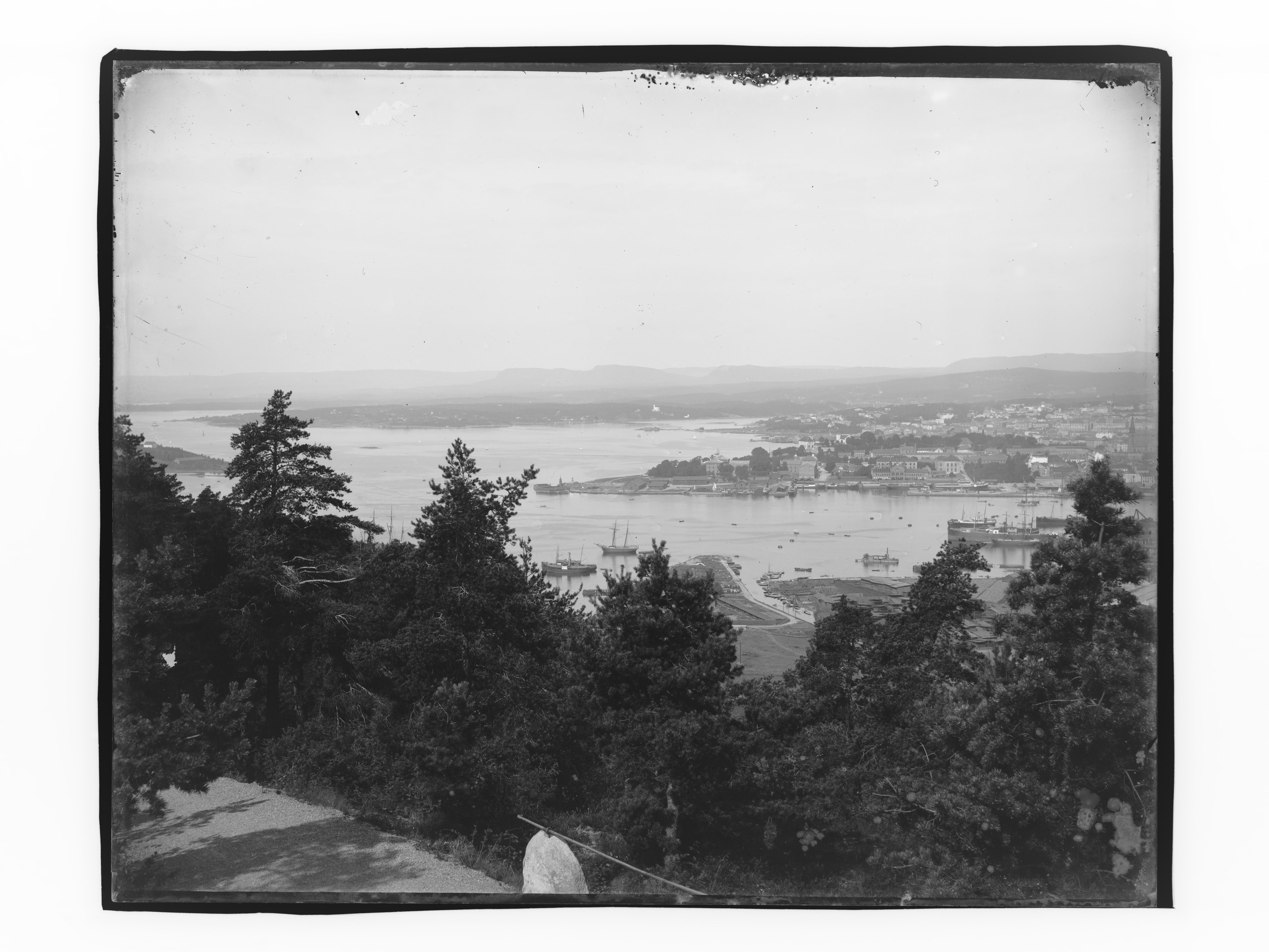
Blick vom Ekeberg auf den Oslofjord, um 1900

Den Standpunkt, von dem aus die Landschaft des Schreis gemalt wurde, verortete der Astronom Donald W. Olson am Ekeberg-Hügel in Oslo. Er befindet sich rund 2000 Fuß westlich der offiziellen Markierung auf der Straße Vallhalveien, die erst 1937 gebaut wurde. Den Wechsel einer Hintergrundfarbe von Hell-Orange zu Dunkel-Rot-Orange führte Olsons Untersuchung auf den Ausbruch des Krakatau 1883 und die damit weltweit veränderte Färbung des Himmels zurück. Demgegenüber stellte eine Forschergruppe von der Universität Oslo im April 2017 die Hypothese auf, wonach es sich bei der ungewöhnlichen Himmelsgestaltung um die Darstellung sogenannter Perlmuttwolken gehandelt haben könnte.
1978 stellte der Kunsthistoriker Robert Rosenblum erstmals eine Verbindung zwischen der zentralen Figur des Bildes und einer heute im Musée de l’Homme ausgestellten präinkaischen Mumie her. Selbige soll auch Paul Gauguin zu verschiedenen Figuren in über zwanzig Kunstwerken inspiriert haben. Die in Fötalposition kauernden Leichen wirken aufgrund der erschlafften Kiefermuskulatur, als würden sie „schreien“.
Der norwegische Psychiater und Autor Finn Skårderud sieht einen Zusammenhang zwischen dem Selbstmord des norwegischen Malers Kalle Løchen am 20. November 1893, der eine Zeitlang zu den besten Freunden Munchs zählte, und den Schrei-Arbeiten.
Die Tempera-Version des Nationalmuseums in Oslo wurde von norwegischen und britischen Wissenschaftlern im Jahr 2010 untersucht. Die Analyse der Malmaterialien zeigte, dass Munch die üblichen Pigmente seiner Zeit verwendete. So wurden in diesem Bild unter anderem die Pigmente Cadmiumgelb, Chromoxidgrün, Zinnober und synthetisches Ultramarin nachgewiesen. Weiße Flecken auf dieser Version wurden lange Zeit für Vogelkot oder Farbspritzer gehalten. Untersuchungen der Universität Oslo im Jahr 2016 wiesen nach, dass es sich um Kerzenwachs handelt, welches wohl aus Versehen im Atelier auf das Bild tropfte.
Die Inschrift „kan kun være malet af en gal mand“ („kann nur von einem verrückten Mann gemalt worden sein“) im Gemälde von 1893 (siehe Abbildung im Abschnitt Bildbeschreibung) wurde lange Zeit für Vandalismus gehalten, so bereits bei einer Ausstellung des Bildes 1904 in Kopenhagen und auch noch im Catalogue raisonné von Gerd Woll aus dem Jahr 2008. Neue Untersuchungen des Nationalmuseums Oslo wiesen 2021 nach, dass es sich um Munchs eigene Handschrift handelt. Der Zeitpunkt der Niederschrift ist unbekannt. Kuratorin Mai Britt Guleng geht allerdings davon aus, dass Munch die Worte in einer Reaktion auf eine Ausstellung in der Galerie Blomqvist in Oslo 1895 schrieb, nachdem in einer Debatte über sein Werk ein Medizinstudent seine psychische Gesundheit in Frage gestellt hatte. Laut Guleng drückt die ironische Inschrift sowohl den Schmerz des Malers über die Angriffe als auch die Angst vor einer Wahrnehmung als geisteskrank aus. Durch eine Niederschrift der Angriffe übernahm er selbst die Kontrolle über seine Rezeption.

## Jüngere Geschichte

### Diebstahl 1994

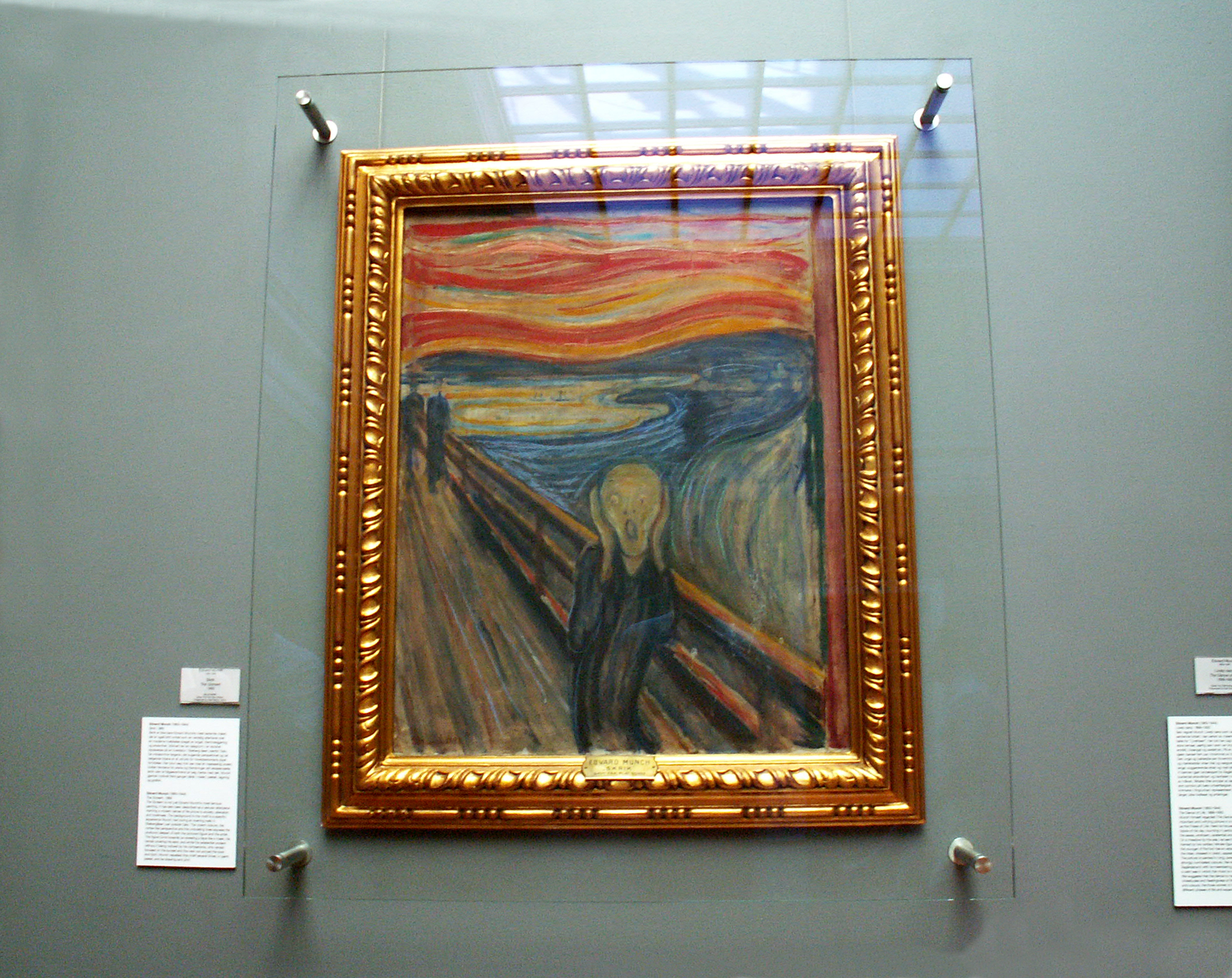
Temperaversion von 1893 in der Norwegischen Nationalgalerie, 2007

Am 12. Februar 1994 entwendete der Norweger Pål Enger (1967–2024) gemeinsam mit einem Komplizen die Temperaversion von 1893 aus der norwegischen Nationalgalerie. Drei Monate später konnte die Polizei das Bild sicherstellen; beide Täter wurden später zu mehrjährigen Haftstrafen verurteilt.

### Diebstahl 2004
Am 22. August 2004 entwendeten maskierte Täter bei einem bewaffneten Raubüberfall auf das Munch-Museum die Temperaversion von 1910 und eine Version von Madonna. 2006 wurden sechs der vermutlich sieben Täter über die Ermittlungen wegen des zeitgleichen und vermutlich mit dem Munch-Raub zusammenhängenden Überfalls auf ein Gelddepot in Stavanger gefasst. Am 14. Februar 2006 begann der Prozess in Oslo. Alle sieben Verdächtigen entstammen dem nach einem Osloer Stadtteil benannten Tveita-Milieu, in dem norwegische Gruppierungen des organisierten Verbrechens zu Hause sind. Für den Überfall auf den Geldtransport und einen Polizistenmord wurden die Angeklagten zu hohen Haftstrafen verurteilt. Nach Angaben des Dagbladet vom 22. August 2006 hat der Kriminelle David Toska, der zu 19 Jahren Haft verurteilt wurde, im Rahmen eines Berufungsverfahrens der Polizei die Bilder im Tausch gegen Straferlass angeboten.

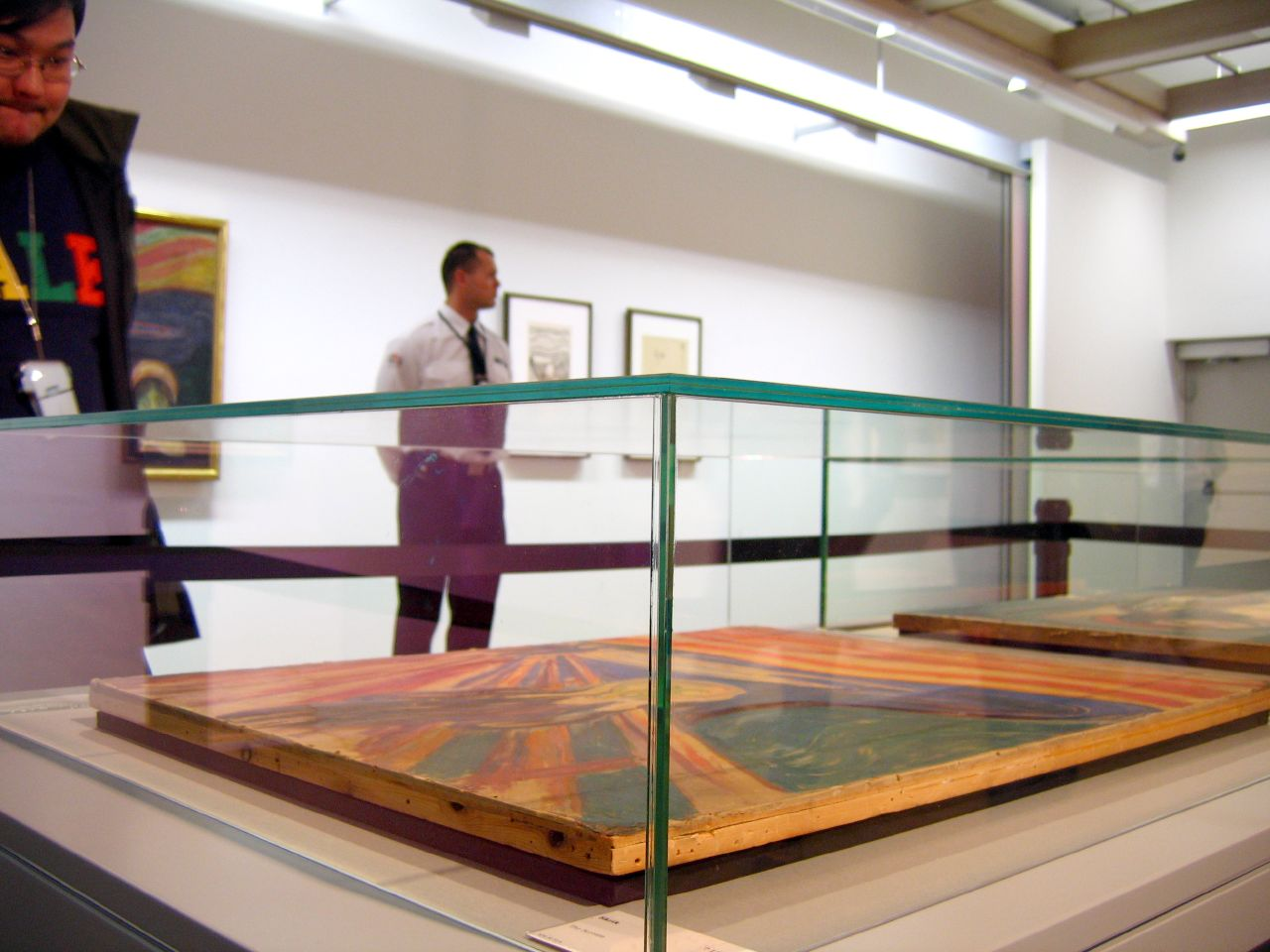
Temperaversion von 1910 im Munch-Museum, 2006

Am 31. August 2006 konnte die norwegische Polizei die beiden Munch-Bilder bei einer Razzia sicherstellen. Ersten Meldungen zufolge war der Zustand der Bilder besser als erwartet. Das Munch-Museum zeigte beide Bilder „wegen des großen Interesses“ im beschädigten, noch nicht restaurierten Zustand zwischen dem 27. September und dem 1. Oktober 2006 der Öffentlichkeit. Diese Ausstellung zog über 5500 Besucher an.
Im Dezember 2006 gab das Munch-Museum bekannt, Der Schrei sei durch die Folgen des Raubes derart zerstört worden, dass eine vollständige Restaurierung nicht möglich sei. Vor allem Feuchtigkeitsschäden am unteren linken Rand seien schwer auszubessern. Um eine bestmögliche Wiederherstellung vorzubereiten, wurden Proben zur Analyse an externe Labore verschickt. Die Analyse ergab kein eindeutiges Ergebnis. Mit hoher Wahrscheinlichkeit sind die Schäden durch Wasser und nicht durch Einwirkung von Chemikalien entstanden. Zudem kam es zu Farbabsplitterungen um den gesamten Bildrand und teilweise im Bild selbst. Die Absplitterungen der Farbe wurden bisher nicht geschlossen und sind weiterhin im Bild zu sehen.
Das restaurierte Bild wird seit dem 23. Mai 2008 im Rahmen einer Sonderausstellung wieder der Öffentlichkeit präsentiert, wobei auch ein komplett neues Werkverzeichnis Munchs vorgelegt und die Entstehungszeit des Bildes von 1893 auf 1910 korrigiert wurde. Im Jahr 2018 ließ das Munch-Museum einen neuen Rahmen für das Gemälde anfertigen.

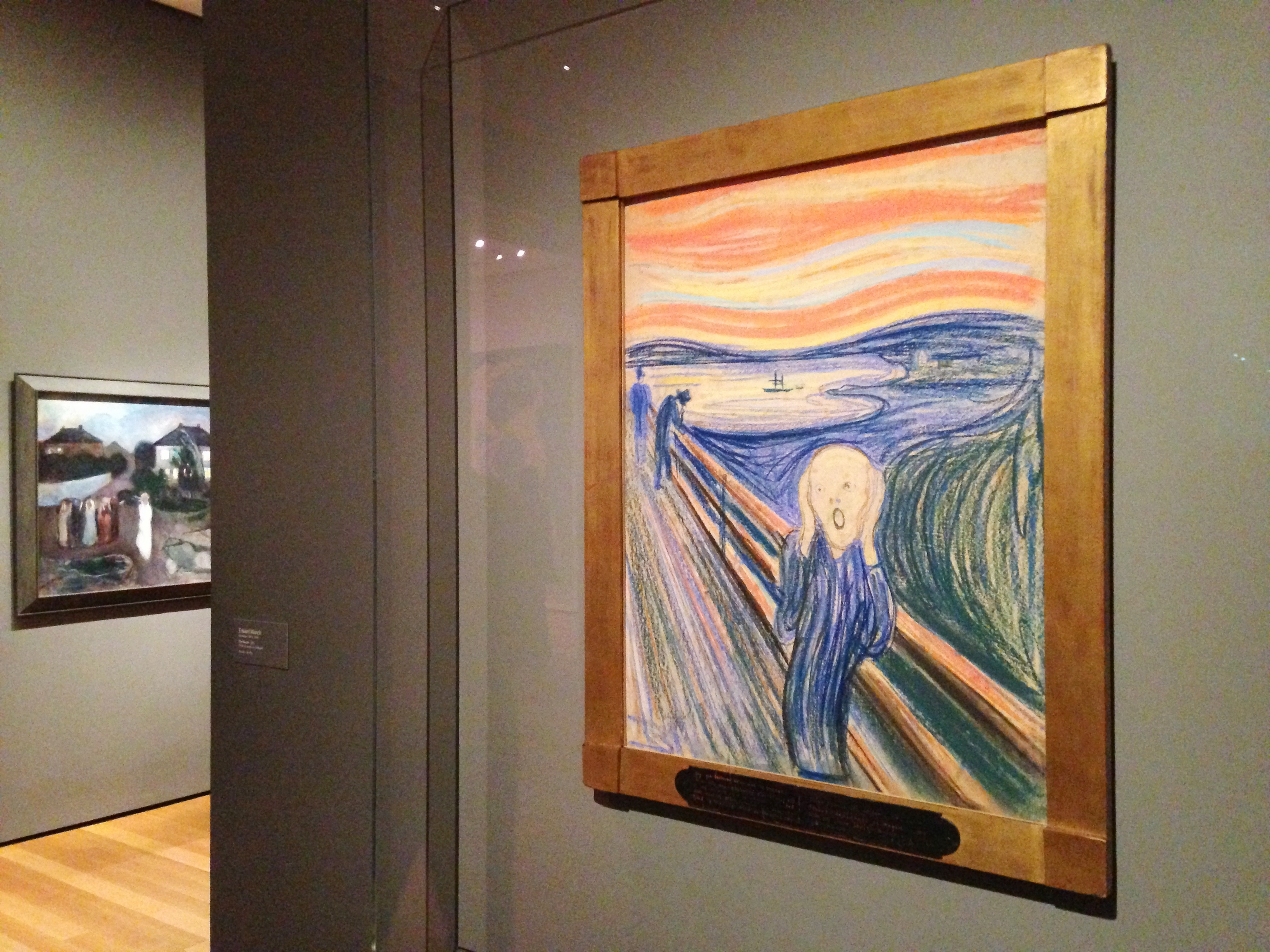
Pastellversion von 1895 im Museum of Modern Art (im Hintergrund Der Sturm), 2013

### Versteigerung 2012
Die Pastellversion von 1895 wurde am 2. Mai 2012 bei einer Auktion von Sotheby’s in New York für 119.922.500 US-Dollar versteigert. Das war der bis dahin höchste bei einer Auktion erzielte Preis für ein Kunstwerk. Der Käufer des Bildes war der New Yorker Geschäftsmann Leon Black, der im Aufsichtsrat des Museum of Modern Art sitzt. Dort wurde das Gemälde vom 24. Oktober 2012 bis zum 29. April 2013 gezeigt.

## Rezeption
Der norwegische Kunsthistoriker Frank Høifødt bezeichnete den Schrei als „eine moderne Ikone“, die jeden Tag tausendfach nachgedruckt werde. Andy Warhol fertigte 1984 eine Reihe von Siebdrucken nach Lithografien von Munch an, darunter auch Der Schrei. Dabei wandelte er die bekannte Vorlage in ein kommerzielles Objekt um, das per Massenproduktion reproduzierbar ist. Der Isländer Erró spielte mit Der zweite Schrei auf die Besetzung Norwegens während des Zweiten Weltkriegs an. Der englische Karikaturist Peter Brookes kommentierte die Vereidigung Donald Trumps mit einem kollektiven Schrei, laut dem Munch-Museum Oslo ein Beweis dafür, dass die Relevanz des Motivs in der Gegenwart weiter zugenommen hat.
Munchs Schrei ziert zahllose Gebrauchsgegenstände und wurde in vielen Medien der Populärkultur aufgegriffen, dargestellt oder parodiert. So sind unter anderem die Maske des Mörders in der Scream-Horrorfilmreihe oder das Aussehen der fiktiven Beichtpriester der Stille in der Fernsehserie Doctor Who dem Gesicht der Person auf dem Bild nachempfunden. Selbst in den digitalen Zeitgeist hat das Bildmotiv Eingang gefunden: Das Emoji 😱 (U+1F631, „face screaming in fear“) ist an Munchs Schrei angelehnt.

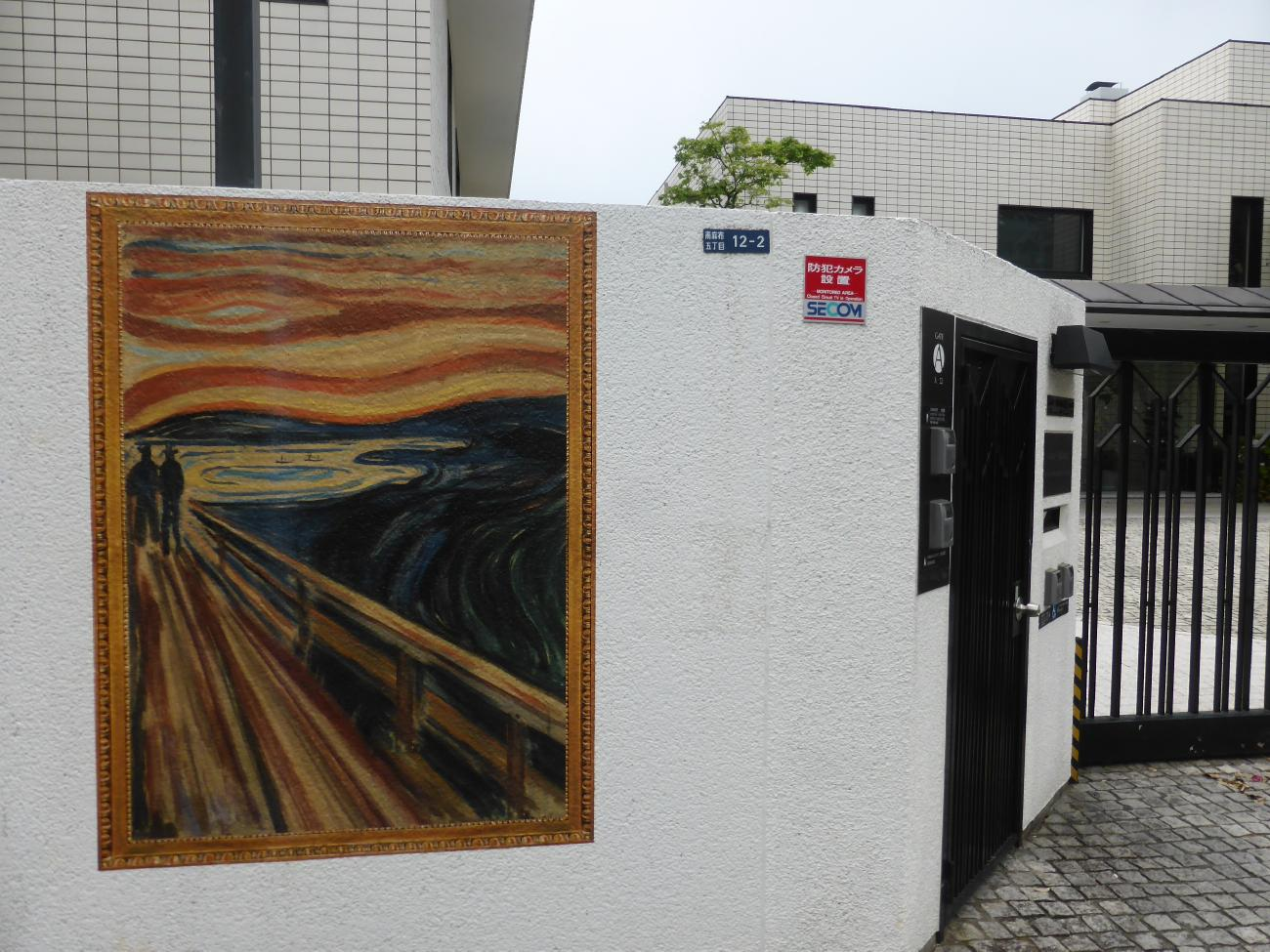
Umfassungsmauer der norwegischen Botschaft in Tokio, 2020
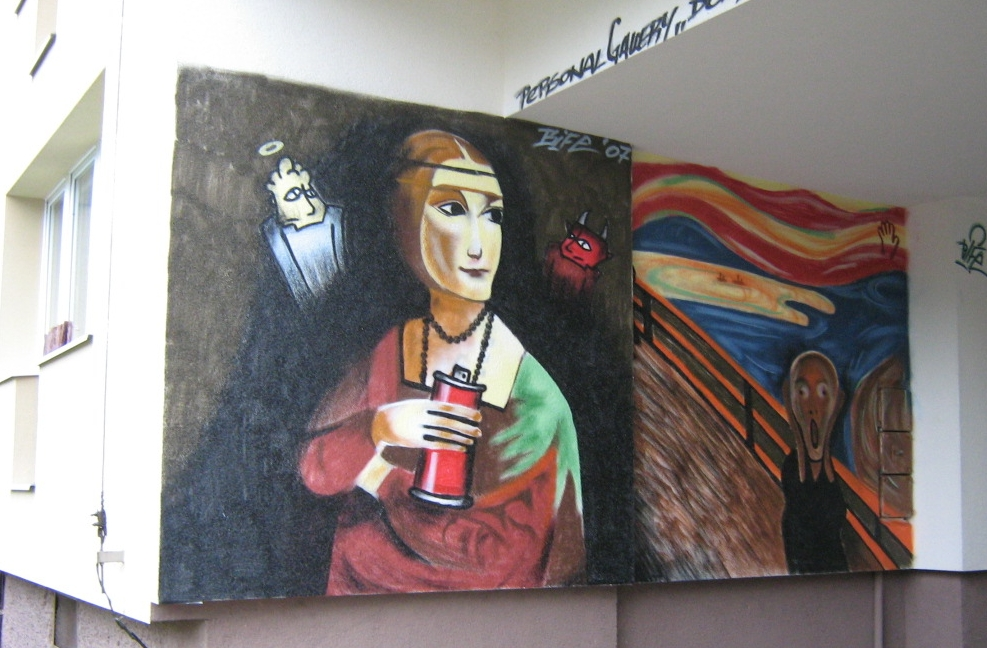
Graffiti in Danzig, 2007
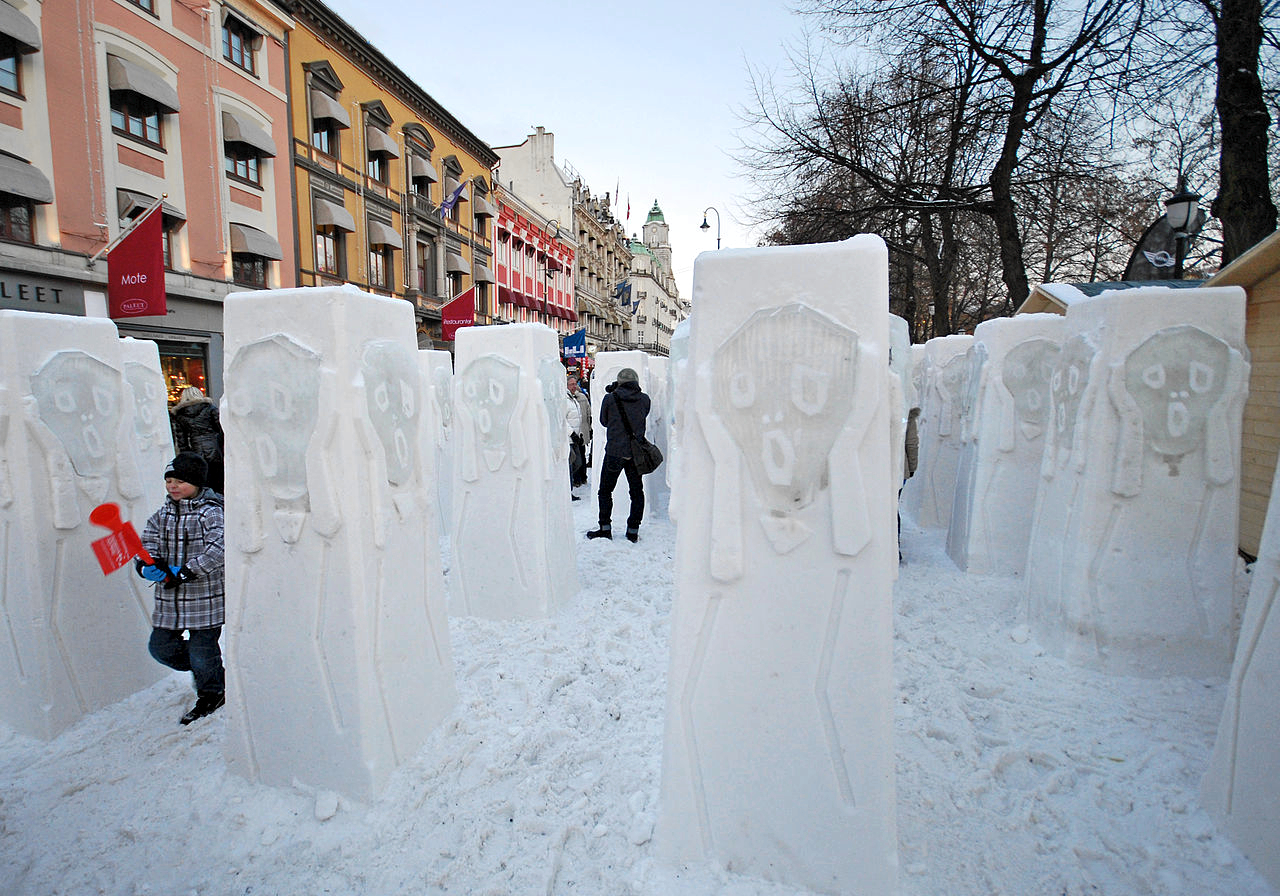
Eisskulpturen in Oslo, 2011
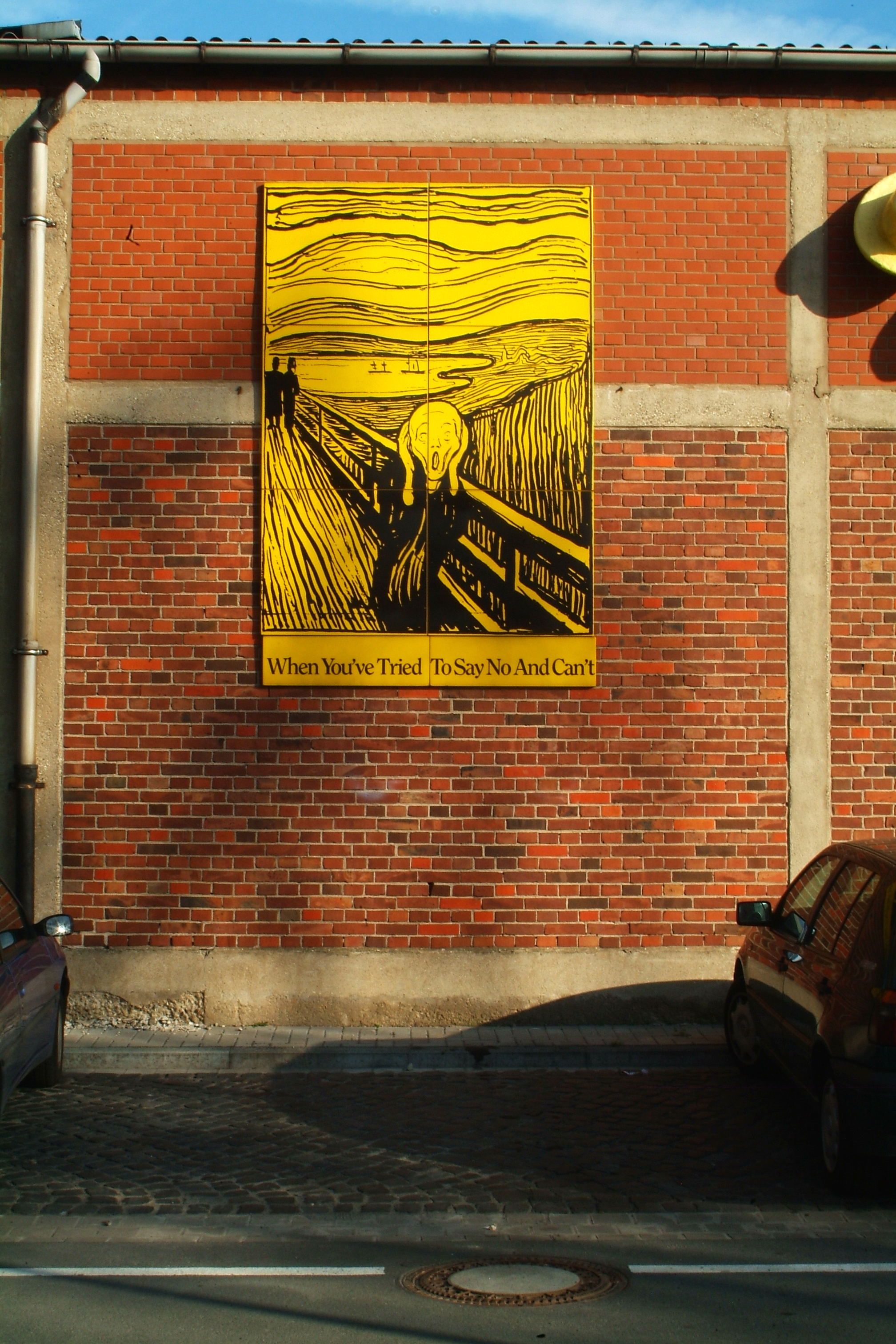
Bild von Rob Scholte auf der Bilderwand Bertramstraße in Hannover, 2011
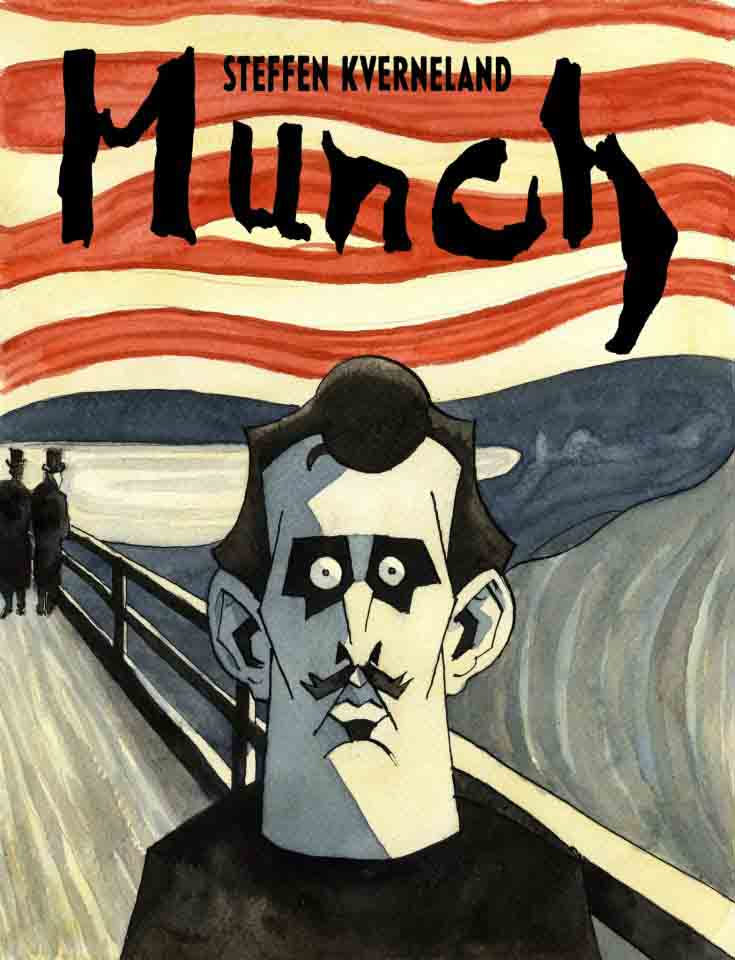
Umschlag einer Comic-Biografie von Steffen Kverneland, 2013